# Religioni nella Germania nazista

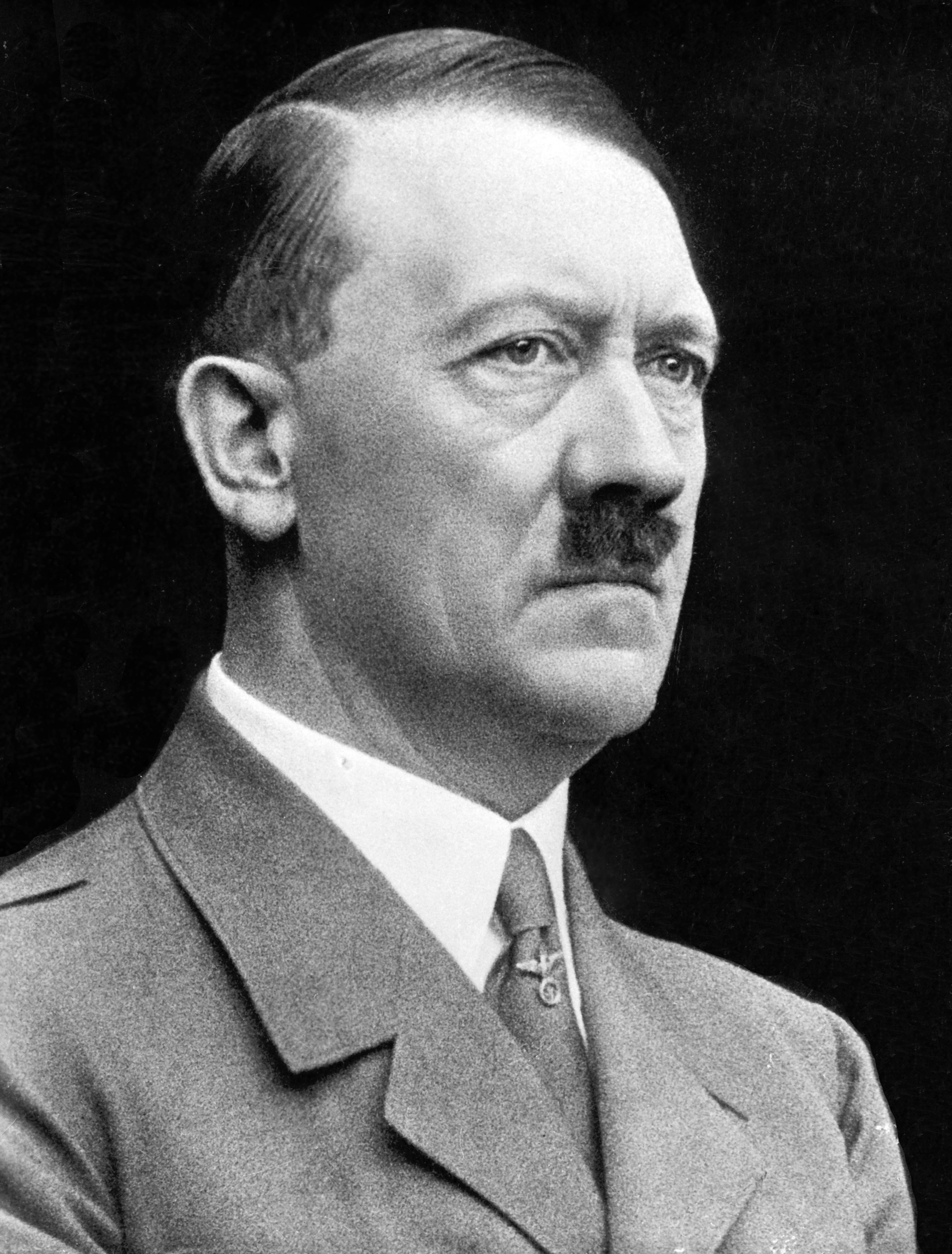
Il pensiero religioso di Adolf Hitler venne influenzato da molte teorie socioculturali presenti all'epoca.

Nel 1933 nella Germania nazista la popolazione religiosa era circa per il 65% membro del protestantesimo e per il 32% del cattolicesimo; gli ebrei costituivano meno dell'1% dell'intera popolazione. Un censimento svoltosi nel maggio del 1939, dopo l'Anschluss dell'Austria in gran parte cattolica, il 54% si considerò protestante, il 40% cattolico, il 3,5 si autoidentificò come "Gottgläubig" (Credenti di Dio, spesso descritti come esponenti del creazionismo e del deismo in predominanza) e l'1,5% come non religioso.
Si poteva riscontrare una certa diversità di opinioni personali tra la leadership nazista sul futuro della religione in Germania. I radicali intrisi di anticlericalismo comprendevano il segretario personale di Adolf Hitler, Martin Bormann, il capo del Reichsministerium für Volksaufklärung und Propaganda (Ministero del Reich per l'istruzione pubblica e la propaganda) Joseph Goebbels, il filosofo esponente del neopaganesimo Alfred Rosenberg, e il neo-pagano occultista Reichsführer-SS Heinrich Himmler.
Alcuni altri nazisti, come Hanns Kerrl, che fu "Ministro per gli Affari della Chiesa" sotto Hitler, spinsero verso una sorta di Cristianesimo positivo, una forma univoca nazista che respingeva le sue origini ebraiche e l'Antico Testamento e che avrebbe dovuto rappresentare il "vero" cristianesimo in lotta contro gli ebrei.
Il nazismo voleva trasformare la coscienza collettiva del popolo tedesco - i loro atteggiamenti, sistemi di valori e mentalità - in una "comunità nazionale" unica e obbediente. I nazisti credettero di dover sostituire le differenze di classe, religione e quelle regionali. Attraverso il processo di Gleichschaltung Hitler cercò di creare una Deutsche Evangelische Kirche unificata derivante dalle 28 chiese protestanti tedesche.
Il piano fallì, anche per la forte resistenza della Chiesa confessante. La persecuzione della Chiesa cattolica in Germania seguì la salita al potere nazista. Hitler si mosse rapidamente per eliminare il cattolicesimo politico. Seppur tra numerosi atti di molestia nel 1933 venne firmato il concordato (Reichskonkordat) tra il Terzo Reich e il Vaticano, il quale prometteva di rispettare l'autonomia della Chiesa Cattolica.
Hitler ordinariamente ignorò il concordato, facendo chiudere sistematicamente tutte le istituzioni cattoliche le cui funzioni non fossero strettamente religiose; i membri del clero, le monache e i leader laici furono presi di mira, con migliaia di arresti negli immediati anni seguenti. La Chiesa giunse ad accusare il regime di "ostilità fondamentale a Cristo e alla sua Chiesa".
Le minoranze religiose più piccole, come i testimoni di Geova e la fede Bahá'í, furono vietate nell'intero territorio tedesco, mentre venne tentata l'eradicazione dell'ebraismo attraverso il genocidio dei suoi aderenti. L'Esercito della Salvezza, i "Santi cristiani" e la Chiesa cristiana avventista del settimo giorno scomparvero dal paese, mentre l'astrologia, la medicina popolare e la medicina alternativa e i "Soldati di fortuna" furono vietate. Il piccolo Movimento per la fede tedesca, che adorava il Sole e le stagioni, fu invece un sostenitore dei nazisti.

## Panorama religioso pre-nazista
Il cristianesimo ha radici antiche tra il popolo dei Germani che risale all'opera missionaria svolta da Colombano di Bobbio e da Bonifacio tra il VI e l'VIII secolo. La Riforma protestante, avviata da Martin Lutero nel 1517, divideva i cristiani tedeschi tra una maggioranza di protestanti e una minoranza di cattolici romani; il sudovest del paese rimase essenzialmente cattolico, mentre il nordest divenne principalmente protestante.
La Chiesa cattolica godette sempre di un certo grado di privilegio nella regione meridionale della Baviera, nella Renania e nella Vestfalia, nonché nelle zone tedesche sudoccidentali. mentre nel nord protestante i cattolici subirono una certa discriminazione. La politica del Kulturkampf avviata da Otto von Bismarck negli anni 1871-78 vide il tentativo di affermazione di una visione protestante del nazionalismo tedesco sulla Germania e quello di fondere l'anticlericalismo con la sospettosità nei confronti della popolazione cattolica, la cui lealtà era presumibilmente più legata all'Impero austro-ungarico e alla Terza Repubblica francese rispetto al nuovo Impero tedesco.
Il Partito di Centro Tedesco si formò nel 1870, inizialmente per rappresentare gli interessi religiosi dei cattolici e dei protestanti, ma venne presto trasformato dal Kulturkampf nella "voce politica dei cattolici". La battaglia culturale di Bismarck fallì nel tentativo di eliminare le istituzioni cattoliche nell'impero, o le loro forti connessioni al di fuori della Germania, in particolare le varie missioni internazionali e il rapporto col Vaticano.

## Religioni organizzate in Germania tra il 1933 e il 1945
| Anno | Cattolici | Protestanti | Totale  |
| ---- | --------- | ----------- | ------- |
| 1932 | 52,000    | 225,000     | 277,000 |
| 1933 | 34,000    | 57,000      | 91,000  |
| 1934 | 27,000    | 29,000      | 56,000  |
| 1935 | 34,000    | 53,000      | 87,000  |
| 1936 | 46,000    | 98,000      | 144,000 |
| 1937 | 104,000   | 338,000     | 442,000 |
| 1938 | 97,000    | 343,000     | 430,000 |
| 1939 | 95,000    | 395,000     | 480,000 |
| 1940 | 52,000    | 160,000     | 212,000 |
| 1941 | 52,000    | 195,000     | 247,000 |
| 1942 | 37,000    | 105,000     | 142,000 |
| 1943 | 12,000    | 35,000      | 49,000  |
| 1944 | 6,000     | 17,000      | 23,000  |

### Confessioni religiose durante il periodo nazista
Il cristianesimo in Germania, dopo la riforma protestante, venne suddiviso in cattolicesimo e protestantesimo. Come risultato specifico della riforma in Germania le più grandi denominazioni protestanti si organizzarono in "Landeskirche" (approssimativamente Chiese federali). In Germania il governo tedesco raccoglie l'imposta della Chiesa, che viene poi distribuita alle varie chiese (soprattutto per le più grandi confessioni religiose, quella cattolica e l'evangelica-luterana (luteranesimo). Per questo motivo l'iscrizione alla Chiesa cattolica o protestante fu sempre ufficialmente registrata.
È evidente che storicamente si fu politicamente motivati ad un tale passo; per questo motivo lo storico statunitense Richard Steigmann-Gall afferma che "l'appartenenza nominale alla chiesa è un insegnamento molto affidabile della solidarietà reale presente in questo contesto" e che per determinare le convinzioni religiose reali di qualcuno ci si dovrebbe basare su altri criteri.
È importante tenere presente quest'"aspetto ufficiale" quando ci si rivolge a questioni quali le credenze religiose di Hitler o di Goebbels; entrambi avevano cessato di frequentare la missione cattolica molto già da prima del 1933, ma non avevano ufficialmente lasciato la Chiesa e nessuno di loro rifiutò mai di pagare le sue tasse sulla Chiesa.
Gli storici hanno esaminato il numero di persone che hanno abbandonato la loro Chiesa in Germania durante il periodo 1933-45. L'opzione di essere depennati dai registri ecclesiali (Kirchenaustritt) esistette in Germania fin dal 1873, quando Bismarck l'aveva introdotta come parte della Kulturkampf rivolta essenzialmente contro il cattolicesimo. Per rendere la cosa egualitaria ciò fu reso possibile anche per i protestanti e per i successivi 40 anni furono proprio questi ultimi quelli che per lo più ne approfittarono. Le statistiche esistono sin dal 1884 per le chiese protestanti e dal 1917 per la chiesa cattolica.
L'analisi di questi dati per l'era del regime nazista è disponibile in un articolo di Sven Granzow ed altri, pubblicato in una raccolta edita dal giornalista Götz Aly. Complessivamente un numero maggiore di protestanti che cattolici lasciarono la loro Chiesa, tuttavia entrambi decisero in maniera simile; il picco dei numeri degli anni 1937-38 è il risultato della compiuta annessione dell'Austria e di altri territori nel corso del 1938.
Il numero di Kirchenaustritte raggiunse il suo picco storico nel 1939 con 480.000 persone che abbandonano la Chiesa. Occorre vedere questi numeri non solo in relazione alla politica nazista verso le chiese (la quale cambiò drasticamente dal 1935 in poi), ma anche come indicatore della fiducia nei confronti del Führer e della leadership nazista. Il calo del numero di persone che hanno lasciato la Chiesa dopo il 1942 è spiegato come il risultato di una perdita di fiducia nel futuro della Germania nazista. Le persone tesero allora a mantener i propri legami con la Chiesa perché temevano un futuro incerto.
Lo storico britannico Richard J Evans ha scritto che nel 1939 il 95% dei tedeschi si definiva ancora protestante o cattolico, mentre solo il 3,5% era identificato come Gottgläubig (letteralmente "Credenti in Dio", una concezione non confessionale nazista sulle credenze di Dio, spesso descritto come basato in predominanza su visioni creazioniste e deistiche) e l'1,5% seguivano l'ateismo. Secondo Evans questi membri dell'associazione Gottgläubig erano convinti che i nazisti avessero lasciato le loro chiese di appartenenza secondo l'ordine del Partito Nazionalsocialista Tedesco dei Lavoratori, che aveva provato fin dalla metà degli anni trenta a ridurre l'influenza del cristianesimo sella società.
Himmler, che fu sempre molto affascinato dal paganesimo germanico, era un forte promotore del movimento dei Gottgläubig e non permise agli ateisti di entrare nelle SS, sostenendo che il loro "rifiuto di riconoscere poteri superiori" sarebbe stato una "potenziale fonte di indisciplina". La maggioranza dei tre milioni di membri del partito nazista continuò a pagare le proprie imposte sulla Chiesa e si registrò come cristiani cattolici o evangelici protestanti. Secondo la BBC l'Esercito della Salvezza, i "Santi cristiani" e la Chiesa Avventista del settimo giorno scomparvero completamente dalla Germania durante l'era nazista.
I membri del Reichsführer-SS o del Sicherheitsdienst si ritirarono dalle loro confessioni cristiane, cambiando la loro affiliazione religiosa in direzione dei Gottgläubig, mentre quasi il 70% degli ufficiali delle SS fece lo stesso.

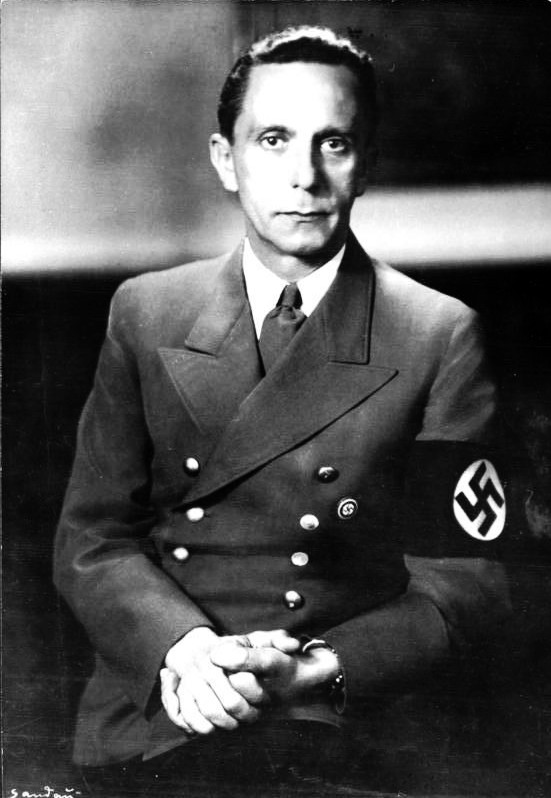
Il capo del Reichsministerium für Volksaufklärung und Propaganda Joseph Goebbels, tra i più accaniti e aggressivi nazisti anti-Chiesa, ha scritto che c'era "un'opposizione insolubile tra la visione cristiana e il punto di vista eroico-tedesco della vita".

### Atteggiamenti nazionalsocialisti verso il cristianesimo
L'ideologia nazista non poteva accettare lo stabilirsi di un'autonomia religiosa la cui legittimità non provenisse dal governo; esigeva la piena subordinazione della Chiesa allo Stato. Sebbene l'adesione più ampia al partito nazista dopo il 1933 venne ad includere molti cattolici e protestanti, i radicali anticlericali più aggressivi come Goebbels, Bormann e Himmler intesero la campagna di Kirchenkampf contro le chiese come una delle preoccupazioni prioritarie e i sentimenti anticlericali erano forti tra gli attivisti di base del partito.
Il ministro della propaganda di Hitler, Goebbels, vide una "opposizione insolubile" tra le opinioni cristiane e quelle naziste. Il Fuhrer fece arrabbiare le chiese nominando Rosemberg, uno schietto pagano, come ideologo nazista ufficiale nel 1934. Himmer vide quale compito principale della sua organizzazione quello di rappresentare l'avanguardia nel superamento del cristianesimo e nei ripristino di un modo di vivere "germanico", Bormann informò i funzionari nazisti nel 1941 che "il nazionalsocialismo e il cristianesimo sono inconciliabili".
Hitler steso possedeva istinti radicati in relazione al conflitto con le chiese in Germania. Anche se parò occasionalmente di voler ritardare la lotta contro la Chiesa ed era disposto a trattenere il suo anticlericalismo dalle considerazioni politiche, le sue "osservazioni infiammate hanno dato ai suoi immediati sottoposti tutta la licenza necessaria per cercare di ampliare la Kirchenkampf, fiduciosi sul fatto che stessero «lavorando a favore del Fuhrer», secondo Kershaw. Nei suoi discorsi pubblici Hitler rappresentò se stesso e il movimento nazista come fedeli al cristianesimo; nel 1928 affermò in un discorso che "non tollereremo nessuno presente nei nostri ranghi che attacchi le idee del cristianesimo... infatti il nostro movimento è cristiano".
Come misura nella lotta per il potere contro l'influenza delle chiese i nazisti cercarono di stabilire una terza confessione chiamata "Cristianesimo positivo", volto a sostituire le chiese stabilite per ridurre la loro influenza. Gli storici hanno sospettato che questo fosse un tentativo di avviare un culto che adorasse Hitler come un nuovo Messia. Tuttavia in una nota di diario del 28 dicembre 1939 Goebbels ebbe a scrivere che "il Fuhrer respinge con passione ogni pensiero di fondare una religione: non ha intenzione di diventare prete, il suo unico ruolo esclusivo è quello di un politico": nelle relazioni politiche di Hitler che si occupano della religione egli ha adottato prontamente una strategia "adatta ai suoi scopi politici immediati".
Il cristianesimo rimase la religione dominante in Germania durante il periodo nazista e la sua influenza sui tedeschi consisteva nel disprezzo nei confronti della gerarchia politica. Evans ha scritto che Hitler credeva che nel lungo periodo il nazionalsocialismo e la religione non sarebbero stati in grado di coesistere e sottolineò ripetutamente che il nazismo era un'ideologia secolare fondata sulla scienza moderna. Secondo Evans: "La scienza, ha dichiarato, avrebbe facilmente distrutto le ultime vestigia rimanenti della superstizione". La Germania non poteva tollerare l'intervento di influenze straniere come il Papa e i sacerdoti, considerati "bugiardi, aborti in abito talare nero".

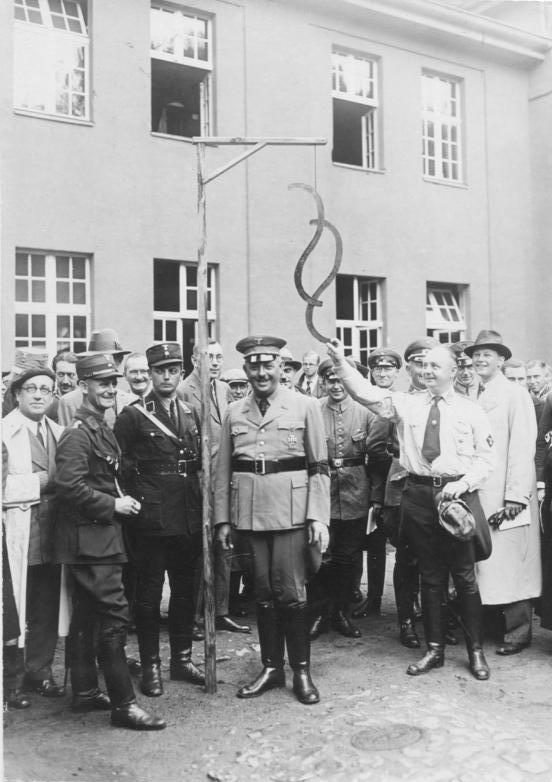
Hanns Kerrl (al centro). Un esponente moderato, come Reichsminister of Church Affairs, descrisse Hitler come "l'araldo di una nuova rivelazione" disse che il "Cristianesimo positivo" sostenuto dai nazisti non era dipendente dal Simbolo degli apostoli o dalla fede in Cristo come figlio di Dio. Jüterbog, agosto 1933, foto di Georg Pahl.

Durante la dittatura hitleriana più di 6 000 chierici, incaricati delle attività cultuali, vennero imprigionati o giustiziati. Le stesse misure furono prese anche nei territori occupati; in Lorena i nazisti vietarono i movimenti religiosi giovanili, gli incontri parrocchiali e le attività scout. I beni ecclesiastici vennero requisiti, le scuole religiose private fatte chiudere e gli insegnanti degli istituti religiosi licenziati. Anche il seminario episcopale fu chiuso, mentre le SA e le SS distruggevano chiese, statue e immagini religiose; 300 membri del clero furono espulsi dalla regione, mentre i monaci e le suore vennero deportati o costretti a rinunciare ai loro voti.
La leadership nazista fece ampio uso di immagini pagane indigene germaniche e dell'antico simbolismo romano nella loro propaganda; tuttavia l'uso del simbolismo pagano preoccupava alcuni protestanti. Molti capi nazisti, tra cui Hitler stesso, si sottoposero ad una miscela di teorie delle pseudoscienze, in particolare del darwinismo sociale, del misticismo nazista o dell'occultismo, particolarmente forti all'interno delle SS. Centrale in questi gruppi era la credenza nella superiorità razziale germanica (la razza nordica bianca).
L'esistenza di un ministero per gli affari ecclesiastici, istituito nel 1935 e guidato da Hanns Kerrl, fu poco riconosciuta dagli ideologi come Rosemberg o da altri membri dell'élite politica. Relativamente moderato, Kerrl accusava i dissidenti religiosi di non avere abbastanza apprezzato la dottrina nazista della "razza ariana" e del Blut und Boden, spiegando la concezione nazista susseguente di "Cristianesimo positivo", raccontando ad un gruppo sottomesso di chierici nel 1937:
(- Hanns Kerrl, ministro nazista per gli affari della Chiesa, 1937)
Durante la guerra Alfred Rosenberg formulò un programma di trenta punti per la "Chiesa Nazionale del Reich", che comprendeva:
- La Chiesa Nazionale del Reich reclama il diritto esclusivo e il controllo su tutte le altre Chiese.
- La Chiesa Nazionale è determinata a sterminare le fedi cristiane straniere importate in Germania dall'anno 800.
- La Chiesa Nazionale richiede la cessazione immediata della pubblicazione e della diffusione della Bibbia.
- La Chiesa Nazionale toglierà dai suoi altari tutti i Crocifissi, le Bibbie e le immagini dei Santi.
- Sull'altare non deve esservi altro che il Mein Kampf e a sinistra dell'altare una spada[24].

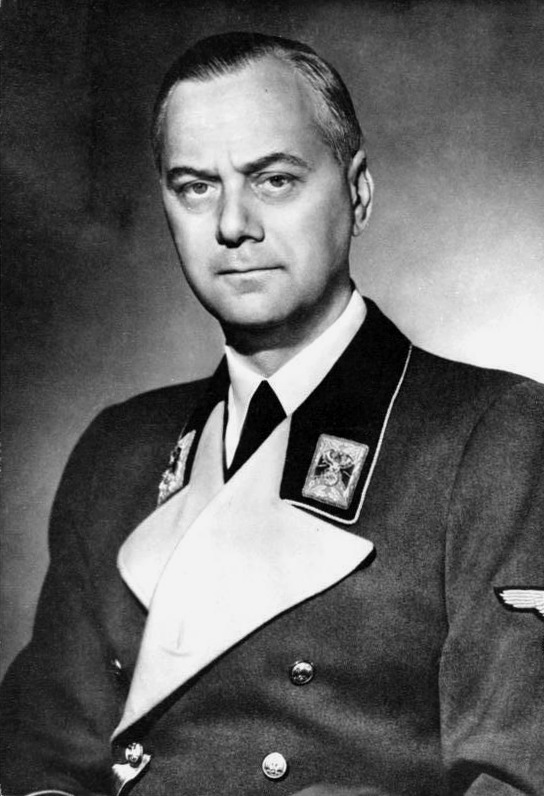
Alfred Rosenberg, il filosofo nazista ufficiale. Fu un sostenitore del "Cristianesimo positivo", pianificò "lo sterminio delle fedi cristiane straniere importate in Germania" e prevedeva la sostituzione della Bibbia e della Croce cristiana con il Mein Kampf e la svastica (foto di Friedrich Franz Bauer).

Mentre esplora i discorsi e gli scritti pubblici del partito nazista, Steigmann-Gall osserva che essi possono fornire informazioni sulle loro idee "inattuali":
(- Hans Schemm, nazista Gauleiter)
Prima della votazione del Reichstag per il decreto dei pieni poteri, con il quale Hitler acquisiva la "dittatura temporanea" il quale contribuì a smantellare definitivamente la repubblica di Weimar, egli promise il 23 marzo 1933 che non avrebbe interferito con i diritti della Chiesa; tuttavia, assicuratosi il pieno potere, violò rapidamente questa promessa. Vari storici hanno scritto che l'obiettivo della nazista Kirchenkampf non solo portò alla lotta ideologica, ma alla fine lo sradicamento delle varie chiese.
Nonostante ciò i leader nazisti variarono nell'opinione sull'importanza da dare all'attacco verso la Chiesa. Lo storico statunitense William Shirer ha scritto che "sotto la guida di Rosenberg, Bormann e Himmler, sostenuti da Hitler, il regime nazista voleva distruggere il cristianesimo in Germania, se fosse stato possibile e sostituirlo con l'antico paganesimo dei primi dèi germanici tribali e il nuovo paganesimo degli estremisti nazisti". Ma secondo Steigmann-Gall alcuni nazisti, come Dietrich Eckart e Walter Buch hanno visto il nazismo e il cristianesimo come parte dello stesso movimento. Aggressivi radicali anticlericali come Goebbels e Bormann hanno visto il conflitto con le Chiese come una delle preoccupazione prioritarie e i sentimenti anti-chiesa e anti-clericali sono stati forti tra gli attivisti di base del partito.
Secondo i Diari di Goebbels Hitler odiava il cristianesimo. In un appunto dell'8 aprile 1941 Goebbels scrisse: "Odia il cristianesimo, perché ha fatto crollare tutto ciò che è nobile nell'umanità". Secondo la valutazione dello storico britannico Alan Bullock, sebbene fosse ufficialmente un cattolico, Hitler "non credeva né a Dio né alla coscienza", mantenne una certa ammirazione per il potere organizzativo del cattolicesimo, ma ha disprezzato i suoi insegnamenti centrali i quali, egli ha affermato, se presi fino alla loro conclusione, "avrebbero significato la coltivazione sistematica del fallimento umano". Bullock ha scritto:
(- Estratto da Hitler: A Study in Tyranny, di Alan Bullock (1952))

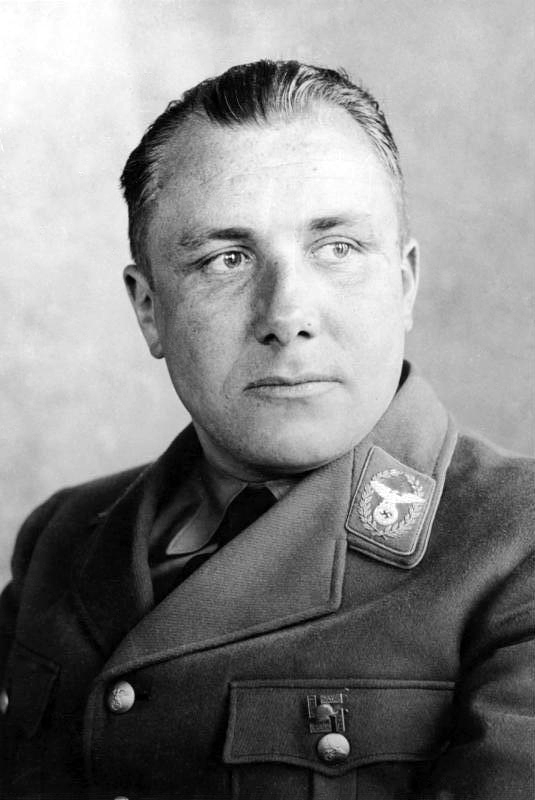
Martin Bormann, vice di Hitler dal 1941, vide il nazismo e il cristianesimo come "incompatibili" tra loro ed ebbe un particolare odio per le origini semitiche del cristianesimo (1934).

Scrivendo per Yad Vashem lo storico statunitense Michael Phayer ha scritto che negli ultimi trent'anni i funzionari della Chiesa sapevano che l'obiettivo a lungo termine di Hitler era "la totale eliminazione del cattolicesimo e della religione cristiana", ma che data la preminenza del cristianesimo in Germania, questo era necessariamente un obiettivo a lungo termine.
Secondo Bullock Hitler intendeva distruggere l'influenza delle chiese cristiane in Germania appena terminata la guerra. Nelle sue memorie, il capo architetto di Hitler Albert Speer ha ricordato che quando ebbe elaborato i suoi piani per la "nuova Berlino", consultò le autorità protestanti e cattoliche, ma venne "informato con cortesia" dal segretario privato di Hitler Martin Bormann che le chiese non dovevano ricevere siti di costruzione. Kershaw ha scritto che, nello schema di Hitler per la germanizzazione dell'Europa orientale, chiarì che non vi sarebbe stato "posto in questa nuova grande utopia per le Chiese cristiane".
L'accademico australiano Geoffrey Blainey scrisse che Hitler e il suo alleato fascista Benito Mussolini erano atei, ma che Hitler corteggiava e usava la paura tra i cristiani tedeschi con lo spettro dei militanti dell'ateismo comunista (altri storici hanno invece caratterizzato la maturità religiosa di Hitler come una forma di deismo). "La diffusione aggressiva dell'ateismo nell'Unione Sovietica ha allarmato molti cristiani tedeschi", ha scritto Blainey e che pertanto i nazionalsocialisti diventarono di fatto il principale avversario del comunismo in Germania: "[Hitler] stesso vedeva il cristianesimo come un alleato temporaneo, perché a suo parere «uno è un cristiano o un tedesco». Entrambe le cose erano impossibili, il nazismo stesso era una religione, una religione pagana e Hitler era il suo sacerdote. Il suo altare maggiore era la Germania stessa e il popolo tedesco, con il suolo e le foreste, il linguaggio e le tradizioni".
Secondo Kershaw, dopo la presa nazista del potere, la politica razziale nella Germania nazista e la "lotta alla Chiesa" erano tra le più importanti sfere ideologiche: "In entrambe le parti il partito non aveva difficoltà a mobilitare i propri attivisti, il cui radicalismo indotto portava a costringere il governo ad azioni legislative. Infatti la leadership del partito spesso si è trovata costretta a rispondere alle pressioni dal basso, sollecitate dal Gauleiter che svolge il proprio gioco o che emanano a volte da attivisti radicali a livello locale".

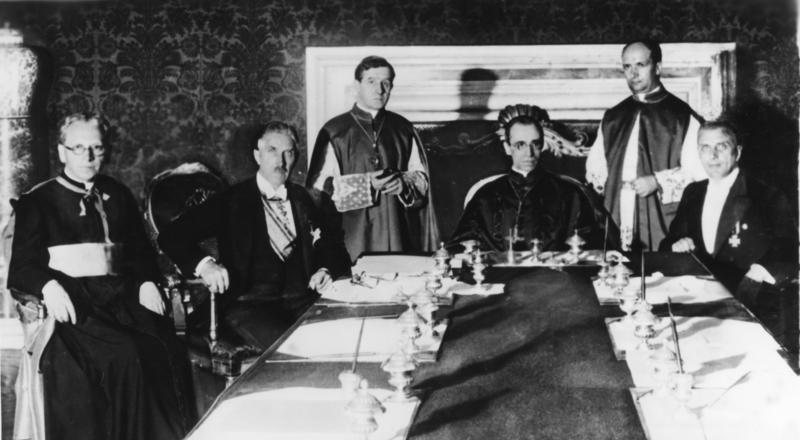
La firma del Reichskonkordat avvenuta il 20 luglio 1933 a Roma (da sinistra a destra: il prelato tedesco Ludwig Kaas, il vicecancelliere tedesco Franz von Papen, il segretario degli affari ecclesiastici straordinari Giuseppe Pizzardo, il cardinale Segretario di Stato Eugenio Pacelli, Alfredo Ottaviani e il membro del "Reichsministerium des Inneren" Rudolf Buttmann).

Con il passare del tempo l'anticlericalismo e il sentimento anti-chiesa tra gli attivisti più giovani del partito "semplicemente non potevano essere eliminati", ha scritto Kershaw e questi avrebbero potuto con facilità "attingere alla violenza verbale dei leader del partito verso le chiese come un incoraggiamento". A differenza di alcuni altri movimenti fascisti dell'epoca l'ideologia nazista era sostanzialmente ostile al cristianesimo e si scontrò con molte credenze cristiane. Il nazismo vide gli ideali cristiani della mansuetudine e della coscienza come ostacoli agli istinti violenti necessari per sconfiggere le altre razze. A partire dalla metà degli anni trenta gli elementi anti-cristiani all'interno del partito nazista sono diventati più prominenti, ma sono stati frenati da Hitler a causa della stampa negativa che le loro azioni ricevevano e, nel 1934, il partito assunse una posizione neutrale per quanto riguardava le Chiese Protestanti.
Rosenberg, un "pagano schietto", deteneva fra i suoi uffici anche il titolo di "Delegato del Führer per l'educazione e l'istruzione intellettuali e filosofiche per il Partito Nazionalsocialista". Nel suo libro Il mito del XX secolo (1930), Rosenberg ha scritto che i principali nemici dei tedeschi erano i "Tatari russi" e i "Semiti" - comprendendo nel termine "Semiti" anche tutti i cristiani, in particolare la Chiesa cattolica: Joseph Goebbels, il ministro per la Propaganda, era tra i radicali più aggressivi anticattolici. Goebbels guidò la persecuzione del clero tedesco e, come la guerra ha progredito, sulla "questione della Chiesa", scrisse che "dopo la guerra deve essere generalmente risolta... C'è, quindi, un'insoluta opposizione tra il cristiano e una Weltanschauung (visione del mondo) eroico-tedesca".
Martin Bormann divenne segretario privato di Hitler e de facto vice-Führer a partire dal 1941. Egli fu uno di principali sostenitori della Kirchenkampf, un progetto che Hitler per la maggior parte desiderava mantenere fino al termine della guerra. Bormann fu un rigido tutore dell'ortodossia nazionalsocialista e vide il cristianesimo e il nazismo come "incompatibili". Ebbe a dichiarare pubblicamente nel 1941 che "il nazionalsocialismo e il cristianesimo sono inconciliabili". Anche in un messaggio riservato al Gauleiter il 9 giugno 1941, Bormann dichiarò che "il nazionalsocialismo e il cristianesimo sono inconciliabili". Dichiarò anche che l'influenza delle Chiese nella direzione del popolo "deve assolutamente e finalmente essere interrotta". Bormann credeva che il nazismo fosse basato su una visione "scientifica" del mondo, ed era completamente incompatibile con il cristianesimo. Bormann disse in un'occasione:

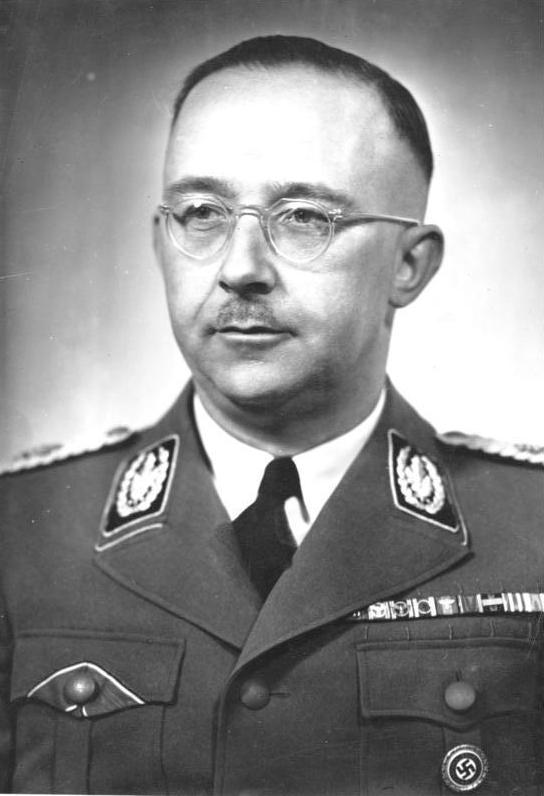
Heinrich Himmler fu un fervente seguace dell'anticlericalismo e propugnò per le sue SS un compito quasi spirituale.

### LaKirchenkampf
Quando il Partito nazista iniziò la sua scalata verso il potere in Germania nel 1933, il governo di Weimar, esangue ma ancora nominale, guidato dal suo presidente Paul von Hindenburg e rappresentato dal suo vicecancellatore, Franz von Papen, avviò i colloqui con la Santa Sede riguardo all'istituzione di un concordato. I colloqui durarono tre mesi e mezzo mentre Hitler intanto consolidava la sua presa sul paese. Questo tentativo fu raggiunto con la firma del Reichskonkordat il 20 luglio 1933, che proteggeva la libertà della Chiesa cattolica e nel contempo limitava i sacerdoti e i vescovi dallo svolgere attività politica.
Come l'idea del Reichskonkordat, anche la considerazione di una chiesa protestante del Reich che unificasse tutte le Chiese protestanti venne considerata come una priorità. Hitler aveva discusso la questione già nel 1927 con Ludwig Müller, che era allora il cappellano militare di Königsberg.
La Chiesa cattolica è stata particolarmente perseguitata nel Governatorato Generale (la Polonia occupata): tra il 1939 e il 1945 circa 3.000 membri (il 18%) del clero polacco vennero fatti assassinare; di questi, 1.922 morirono nei campi di concentramento. Nel territorio annesso del Reichsgau Wartheland la situazione fu ancora più dura: le chiese erano sistematicamente chiuse e la maggior parte dei sacerdoti venivano uccisi, imprigionati o deportati. L'80% del clero cattolico e cinque vescovi di Warthegau furono inviati ai campi di concentramento nel 1939; 108 di loro sono considerati "martiri benedetti". La persecuzione religiosa non venne però limitata alla sola Polonia: nel campo di concentramento di Dachau 2.600 sacerdoti cattolici provenienti da 24 diversi paesi furono uccisi.
Un certo numero di storici sostengono che i nazisti avevano un piano generale segreto, che alcuni sostengono esistesse ancor prima che i nazisti andassero al potere, per distruggere il cristianesimo all'interno del Reich. In che misura un piano per subordinare le chiese e limitare il loro ruolo nella vita del paese esistesse già prima che i nazisti andassero al potere, e esattamente chi tra la leadership nazista sostenne una tale mossa rimane controversa. Tuttavia, una minoranza di storici, contro il consenso generale, afferma che non esistesse affatto un tale piano.
Riassumendo un rapporto dell'Office of Strategic Services statunitensi del 1945, il giornalista New York Times Joe Sharkey dichiarò che i nazisti avevano l'intenzione di "sopprimere e distruggere il cristianesimo tedesco", il che doveva essere compiuto attraverso il controllo e la sovversione delle chiese e da completare dopo la guerra.
Tuttavia la relazione dichiarò anche che questo obiettivo era limitato ad un particolare settore del Partito Nazionalsocialista, cioè a Rosenberg e a Baldur von Schirach. Lo storico britannico Roger Griffin sostiene: "Non c'è dubbio che a lungo termine i leader nazisti come Hitler e Himmler intendessero sradicare il cristianesimo altrettanto spietatamente come qualsiasi altra ideologia rivale, anche se non nel breve termine". Nel suo studio "The Holy Reich lo storico Richard Steigmann-Gall arriva alla conclusione opposta: "Vi è una totale assenza, oltre alla vaga riflessione di Hitler, di una prova concreta che Hitler o i nazisti avrebbero "distrutto" o "eliminato" le chiese una volta finita la guerra". Per quanto riguarda la sua tesi più ampia, "i leader nazisti in realtà si consideravano cristiani "o almeno comprendevano il loro movimento" all'interno di una struttura cristiana di riferimento"; Steigmann-Gall ammette di "argomentare contro il consenso che il nazismo nel suo complesso non sia collegato al cristianesimo o ne sia stato attivamente contrario".
Anche se vi furono casi di alto profilo rappresentati da singoli luterani e cattolici morirono in carcere o nei campi di concentramento, il maggior numero di cristiani che morirono sarebbero stati cristiani ebrei o Mischling che furono mandati nei campi di morte a causa della loro razza piuttosto che per la loro religione. Kahane (1999) cita una stima di circa 200.000 cristiani di origine ebraica nella Germania nazista. Tra i cristiani Gentili, 11.300 testimoni di Geova furono messi nei campi con circa 1.490 morti, di cui 270 e vennero fatti internare a causa della loro obiezione di coscienza. Dachau aveva un "blocco sacerdotale" speciale; dei 2.720 preti (tra i quali 2.579 cattolici) detenuti a Dachau, 1.034 non sopravvissero al campo. La maggior parte di questi sacerdoti erano polacchi (1.780), dei quali 868 morirono a Dachau.

#### Protestantesimo

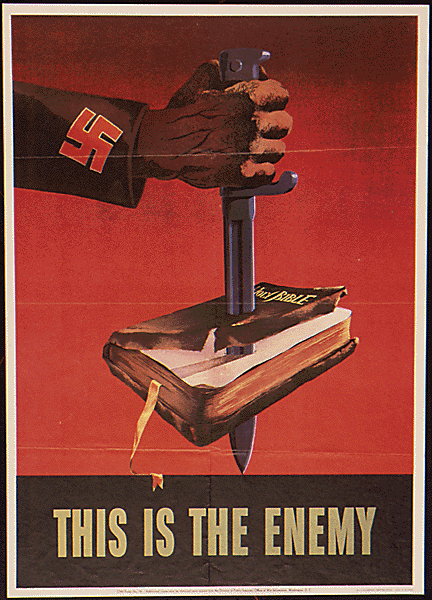
"THIS IS THE ENEMY" ("questo è il nemico", il nazismo che sta accoltellando la Bibbia). La Propaganda statunitense durante la seconda guerra mondiale propose l'associazione tra il nazismo e la cristianofobia.

##### Martin Lutero
Durante la prima guerra mondiale e ancor più nella seconda guerra mondiale i leader tedeschi protestanti usarono gli scritti di Martin Lutero a sostegno della causa del nazionalismo tedesco. Nel 450º anniversario della nascita di Lutero, che cadde solo pochi mesi dopo che il Partito nazista saliì al potere (1933), le celebrazioni furono condotte su larga scala sia delle Chiese protestanti sia dal partito nazista. A una celebrazione svoltasi a Königsberg, Erich Koch, a quel tempo il Gauleiter della Prussia orientale, fece un discorso in cui, tra l'altro, confrontò Hitler con Lutero e sostenne che i nazisti combattevano assieme con lo spirito di Lutero.
Tale discorso può essere respinto come mera propaganda ma, come osserva Steigmann-Gall: "I contemporanei consideravano Koch come un cristiano in buona fede che aveva raggiunto la sua posizione [come presidente eletto di un sinodo della Chiesa provinciale] attraverso un vero e propria impegno a favore del protestantesimo e delle sue istituzioni". Anche Steigmann-Gall afferma che i nazisti non erano un movimento cristiano.
Il preminente teologo protestante Karl Barth, della Chiesa riformata svizzera, si oppose a questa appropriazione di Lutero nell'Impero tedesco prima e nella Germania nazista poi, quando nel 1939 affermò che gli scritti di Lutero furono utilizzati dai nazisti per glorificare sia lo Stato che il totalitarismo nella Germania nazista: "Il popolo tedesco soffre sotto il suo errore del rapporto tra la legislazione nazionale e la Bibbia, tra potere secolare e spirituale" in cui Lutero divise lo Stato temporale dallo stato interno, concentrandosi invece su questioni spirituali, limitando così la capacità dell'individuo o della chiesa di mettere in discussione le azioni dello Stato che venne visto come un mero strumento subordinato a Dio.
Nel febbraio 1940 Barth specificamente accusò i luterani tedeschi di separare gli insegnamenti biblici dagli insegnamenti dello Stato e quindi di legittimare l'ideologia dei nazisti. Non era solo un suo personale punto di vista; alcuni anni prima, il 5 ottobre 1933, il pastore Wilhelm Rehm di Reutlingen dichiarò pubblicamente che "Hitler non sarebbe stato possibile senza Martin Lutero", anche se molti hanno fatto questa stessa affermazione per altre influenze storico-politiche-filosofiche che vi furono nell'ascesa di Hitler al potere. Lo storico dell'anticomunismo Paul Johnson ha affermato che "senza Lenin, Hitler non sarebbe stato possibile".

##### Gruppi protestanti
Diversi Lander tedeschi avevano variazioni sociali regionali in termini di densità di classe e denominazione religiosa. Richard Steigmann-Gall afferma che vi fu un legame tra diverse chiese protestanti e il nazismo. I "cristiani tedeschi" (Deutsche Christen) furono un movimento all'interno della Chiesa protestante della Germania che aveva l'obiettivo di trasformare gli insegnamenti tradizionali cristiani per allinearsi con l'ideologia del nazionalsocialismo e le sue politiche anti-ebraiche.
Le fazioni della Deutsche Christen erano unite nel desiderio di ottenere un protestantesimo socialista nazionale [112] e per abolire ciò che consideravano tradizioni ebraiche presenti nel cristianesimo e alcuni di loro, ma non tutti, respinsero l'Antico Testamento e l'insegnamento dell'Apostolo Paolo di Tarso. Nel novembre 1933 una manifestazione protestante maschile della Deutsche Christen, che riunì un numero di 20.000 persone, approvò tre risoluzioni:
- Adolf Hitler è il completamento della Riforma,
- Gli ebrei battezzati devono essere espulsi dalla Chiesa
- L'Antico Testamento deve essere escluso dalle Sacre Scritture[96].

##### Ludwig Müller

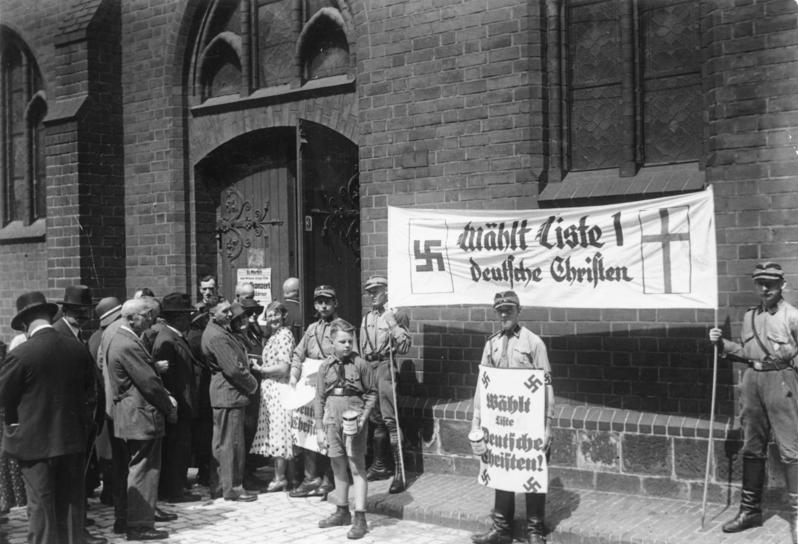
La Gioventù hitleriana e le Sturmabteilung (SA) invitate a iscriversi tra i "cristiani tedeschi", 1933.

I "Cristiani Tedeschi" scelsero Ludwig Müller (1883-1945) come candidato a vescovo del Reich nel 1933. In risposta alla campagna fatta avviare da Hitler i 2/3 di quei protestanti che votarono espressero la propria preferenza per Müller, un candidato neopagano, il quale si ritrovò pertanto a governare le Chiese riformate in Germania. Müller fu convinto di avere una responsabilità divina e che dovesse pertanto promuovere Hitler e i suoi ideali ed assieme a lui favorì la nascita di una Reichskirche unificata di protestanti e cattolici. Questa nuova "Chiesa nazionale" avrebbe dovuto essere una federazione sciolta sotto forma di un consiglio, ma sarebbe stata interamente subordinata allo Stato nazionalsocialista.
I l livello dei legami intercorsi tra nazismo e chiese protestanti è stato un argomento controverso per decenni. Una delle maggiori difficoltà, per poter esprimere un giudizio obiettivo, è che il protestantesimo include in sé un certo numero di corpi religiosi e che molti di questi non hanno stretti rapporti tra loro. In aggiunta a ciò il protestantesimo tende a consentire una maggior variazione tra le singole congregazioni rispetto al cattolicesimo o al cristianesimo ortodosso, il che rende problematiche le affermazioni sulle "posizioni ufficiali" delle singole confessioni.

Bandiera ufficiale del movimento dei cristiani tedeschi.

I "Cristiani Tedeschi" rimasero una minoranza all'interno della popolazione protestante, all'incirca 1/3 a 1 dei 40 milioni di protestanti tedeschi. Grazie e attraverso gli sforzi del vescovo Müller e con l'aiuto di Hitler la "Chiesa tedesca vangelica" venne costituita e riconosciuta dallo Stato come entità giuridica il 14 luglio 1933 allo scopo di fondere lo Stato, il popolo e la Chiesa in un solo corpo mistico. I dissidenti vennero tacitati con l'espulsione o la violenza.
Il sostegno del movimento tedesco cristiano all'interno delle chiese è stato opposto da molti aderenti agli insegnamenti cristiani tradizionali. Altri gruppi all'interno della chiesa protestante includevano prominenti membri della Chiesa confessante, inclusi Martin Niemöller e Dietrich Bonhoeffer; entrambi rifiutarono recisamente gli sforzi nazisti per fondere i principi del movimento völkisch con la dottrina tradizionale del luteranesimo.
Niemöller organizzò la "Pfarrernotbund" (Lega d'emergenza pastorale), sostenuta da quasi il 40% dei pastori evangelici. Essi erano tuttavia, a partire dal 1932, una minoranza all'interno degli organi della Chiesa protestante in Germania; ma nel 1933 un certo numero di "criistiani tedeschi" lasciò il movimento a seguito di un discorso fatto in novembre di Reinhold Krause il quale esortava tra l'altro il rigetto dell'Antico Testamento in quanto superstizione ebraica.
Quindi quando Müller non riuscì a portare tutti i cristiani a conformarsi al nazionalsocialismo, e dopo che alcune delle manifestazioni "cristiane tedesche" e delle idee più radicali generarono una sfida aperta, gli atteggiamenti accondiscendenti di Hitler nei confronti dei protestanti diminuirono e perdette col tempo tutto l'interesse a mantenere buone relazioni con la Chiesa protestante.
La resistenza all'interno delle chiese fu quella di più lunga durata e con i risultati più amari rispetto a qualsiasi altra istituzione tedesca. I nazisti operarono per indebolire la resistenza delle chiese dall'interno, ma essi non riuscirono ancora a prenderne il pieno controllo, testimoniato ciò dalle migliaia di chierici inviati ai campi di concentramento.
Il reverendo Niemöller fu imprigionato nel 1937, accusato di "abuso del pulpito" per aver condannato lo Stato e il partito e attaccato l'autorità del governo. Dopo un tentativo di assassinio fallito alla vita di Hitler nel 1943 da parte dei militari e dei membri del movimento per la resistenza tedesca, di cui Bonhoeffer e altri del movimento confessionale appartenevano, Hitler ordinò l'arresto del clero protestante (prevalentemente luterano). Tuttavia persino la Chiesa confessante faceva frequenti dichiarazioni di fedeltà a Hitler.
In seguito molti protestanti si opposero fortemente al nazismo, dopo che la natura del movimento fu meglio compresa, ma nonostante questo un gran numero mantenne fino alla fine della guerra la visione che il nazismo era compatibile con gli insegnamenti della Chiesa.
La piccola popolazione appartenente al metodismo fu a volte considerata estranea; questo è dovuto in parte al fatto che il metodismo iniziò in Inghilterra e che non si sviluppò in Germania fino al XIX secolo sotto la guida di Christoph Gottlob Müller e Louis Jacoby. A causa di questa storia essi sentirono l'esigenza a volte di essere "più tedeschi dei tedeschi" per evitare che potesse scendere su di loro il sospetto.
Il vescovo metodista John L. Nelsen visito gli Stati Uniti d'America per conto di Hitler con l'intento di proteggere la sua chiesa, ma in alcune lettere private indicò che temeva e odiava il nazismo; alla fine si ritirò dalla carica e fuggì in Svizzera. Il vescovo metodista F. H. Otto Melle prese invece una posizione molto più collaboratrice la quale includeva il suo sincero sostegno al nazismo. Egli era anche impegnato nella gestione di un asilo verso la fine della guerra; per mostrargli la sua gratitudine Hitler fece un dono di 10.000 marchi nel 1939 ad una congregazione metodista per poter pagare l'acquisto di un organo. I soldi non furono però mai usati.
Al di fuori della Germania le opinioni di Melle furono respinte in gran parte dalla maggioranza dei metodisti. Il leader del segmento pro-nazista del Battismo si chiamava invece Paul Schmidt. L'idea di una chiesa nazionale era possibile nella storia del protestantesimo tedesco, ma le chiese nazionali dedicate principalmente allo stato furono generalmente vietate tra gli esponenti dell'Anabattismo, i testimoni di Geova e la Chiesa cattolica.
Le forme o le porzioni del protestantesimo che sostenevano il pacifismo, l'internazionalismo o l'uguaglianza razziale tendevano ad opporsi allo Stato nazista il più possibile. Tra i protagonisti protestanti, i gruppi noti per i suoi sforzi contro il nazismo includono i testimoni di Geova.

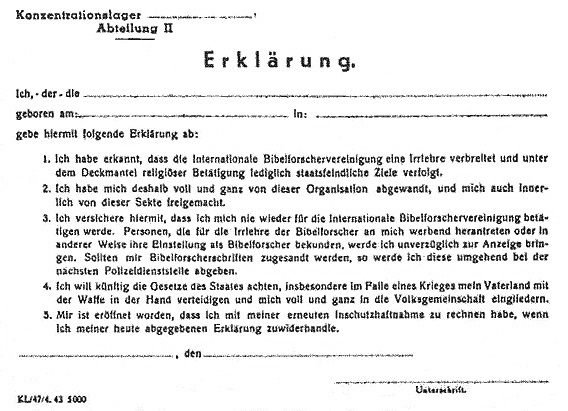
Dichiarazione di rinuncia di fede che i testimoni di Geova furono costretti a firmare al fine di ottenere la libertà.

##### Testimoni di Geova
Nel 1934 la Società Torre di Guardia e l'"American Tract Society" pubblicarono una lettera intitolata: Dichiarazione dei fatti. In questa lettera personale inviata all'allora cancelliere del Reich Hitler Joseph Franklin Rutherford affermò che "i ricercatori della Bibbia di Germania stanno combattendo per gli stessi obiettivi etici e gli ideali che ha anche proclamato il governo nazionale del Reich tedesco rispettando il rapporto dell'uomo con Dio: Onestà dell'essere creato verso il suo creatore".
Tuttavia mentre i testimoni di Geova cercavano di rassicurare il governo nazista che i loro obiettivi erano puramente religiosi e non politici esprimendo anche la speranza che il governo gli consentisse di continuare la loro predicazione, Hitler continuò a limitare la loro opera all'interno della Germania nazista. Dopo di che Rutherford cominciò a denunciare Hitler in diversi articoli attraverso le sue pubblicazioni, potenzialmente peggiorando la situazione dei testimoni di Geova tedeschi.
I "Ricercatori della Bibbia" (Bibelforschers), com'erano chiamati in Germania, comprendevano 25.000 membri e furono tra coloro che vennero perseguitati dai nazisti. Tutti i membri incarcerati furono identificati con un triangolo viola. Alcuni membri del gruppo religioso rifiutarono di servire nell'esercito tedesco o esprimere la propria fedeltà nei confronti del governo, per la qual ragione in 250 furono giustiziati.
Circa 10.000 vennero arrestati per vari crimini contro lo Stato e 2.000 furono inviati nei campi di concentramento nazisti, dove ne sono stati uccisi circa 1.200. I testimoni di Geova furono tra i pochi che potevano lasciare i campi semplicemente firmando un documento in cui dovevano affermare di rinunciare alle loro credenze religiose.

#### Cattolicesimo
L'atteggiamento del Partito nazista verso la Chiesa cattolica andava dalla tolleranza a un quasi totale disimpegno fino a una vera e propria aggressività. Bullock ha scritto che Hitler aveva un certo riguardo per il potere organizzativo del cattolicesimo, ma aveva anche altresì un profondo disprezzo per i suoi insegnamenti fondamentali che, egli disse se venissero portati alla loro conclusione ciò "significherebbe la sistematica coltivazione del fallimento umano". Molti nazisti erano dei feroci esponenti dell'anticlericalismo sia nella vita pubblica sia in quella privata; il partito nazista aveva decisamente degli elementi pagani.
Una posizione era quella che la Chiesa e il fascismo non avrebbero mai potuto avere una qualsivoglia concessione duratura poiché entrambi erano una "Weltanschauung olistica" che rivendicava la totalità della persona. Hitler stesso è stato descritto come un adepto dello spiritualismo, ma è stato altresì descritto da Bullock anche come un membro del razionalismo e del materialismo senza alcun apprezzamento per il lato spirituale dell'umanità e un semplice ateo da Blainey.
Il suo camerata fascista Benito Mussolini era un ateo; entrambi erano anticlericali, ma compresero per tempo che sarebbe stato un po' difficile iniziare la loro Kulturkampf contro il cattolicesimo troppo prematuramente. Un tale scontro, forse inevitabile in futuro, venne messo da parte nel momento in cui si occuparono di altri nemici.

##### Gerarchia ecclesiastica
La natura del rapporto del Partito nazista con la Chiesa cattolica risultò essere assai complicato. Mentre Hitler andò al potere molti vescovi, sacerdoti, religiosi e laici cattolici si sarebbero ufficialmente opposti al nazismo sulla base della sua incompatibilità con la teologia morale cristiana. All'inizio del 1931 i vescovi tedeschi pubblicarono un documento in cui si scomunicavano tutti i capi del Partito nazista e vietando a tutti i cattolici la loro adesione.
Il divieto venne modificato in modo parziale nel 1933, quando la legge statale obbligava tutti i lavoratori sindacali e gli agenti pubblici ad essere membri del partito. Nel luglio del 1933 venne firmato il Reichskonkordat con il Vaticano che impediva alla Chiesa in Germania di impegnarsi in attività politiche; tuttavia il Vaticano continuò a parlare di temi di fede e morale opponendosi alla filosofia nazista.
Nel 1937 il Papa Pio XI emise l'enciclica Mit brennender Sorge che condannava l'ideologia nazista, in particolare la politica di Gleichschaltung diretta contro le influenze religiose sull'istruzione, sulla politica razziale nella Germania nazista e l'antisemitismo. La sua morte improvvisa impedì l'uscita di una enunciazione pianificata intitolata Humani generis unitas, ma la simile Summi Pontificatus redatta dal suo successore Pio XII nell'ottobre del 1939 stigmatizzò fortemente il razzismo e il totalitarismo in genere, senza però fare menzione dell'antisemitismo presente invece nel progetto presentato a Pio XI per Humani generis unitas.
La massiccia opposizione cattolica ai programmi di eutanasia nazisti li portò a fermarsi il 28 agosto 1941, questo secondo lo storico statunitense Jackson J. Spielvogel. I cattolici occasionalmente protestarono attivamente e apertamente contro l'antisemitismo nazista attraverso diversi vescovi e sacerdoti, come ad esempio Clemens August von Galen.
Nella Germania nazista i dissidenti politici vennero fatti imprigionare e alcuni sacerdoti tedeschi furono mandati nei campi di concentramento per la loro opposizione, tra ii il pastore della Cattedrale di Sant'Edvige di Berlino Bernhard Lichtenberg e il seminarista Karl Leisner.
La critica storica successiva è sorta sulla base della carica assunta dal Vaticano, guidato prima da Pio XI e poi d Pio XII, rimanendo circospetto davanti alle dimostrazioni nazionali di odio razziale prima del 1937. Poco prima della pubblicazione dell'enciclica antinazista l'allora cardinale Eugenio Pacelli in visita a Lourdes condannava la discriminazione contro gli ebrei e il neopaganesimo da parte del regime nazista. Una dichiarazione di Pio XI dell'8 settembre 1938 parlò dell'inammissibilità dell'antisemitismo, ma Pio XII continua ad essere criticato da persone come l'accademico britannico John Cornwell per non essere stato abbastanza chiaro e deciso nella sua condanna.
Nel 1941 le autorità naziste decretarono la chiusura di tutti i monasteri e le abbazie del Reich, molti dei quali in seguito effettivamente occupati e secolarizzati dalle Allgemeine-SS per ordine diretto di Heinrich Himmler. Tuttavia il 30 luglio 1941 l'"Aktion Klostersturm" (Azione monasteri) fu interrotta da un decreto di Hitler il quale temeva che le crescenti proteste della parte cattolica della popolazione tedesca avrebbe potuto provocare ribellioni passive e danneggiare in tal modo lo sforzo bellico sul Fronte orientale.

##### Piani per la Chiesa Cattolica Romana
Lo storico tedesco Heinz Hürten (professore emerito all'Università Cattolica di Eichstätt) ha osservato che il partito nazista aveva dei piani da far attuare nei riguardi della Chiesa cattolica romana, secondo i quali la Chiesa avrebbe dovuto "mangiare dalle mani del governo"; la sequenza di questi piani, afferma, doveva seguire questa sequenza:
- l'abolizione del celibato sacerdotale;
- la nazionalizzazione di tutta la proprietà della chiesa;
- la dissoluzione degli istituti religiosi monastici;
- la fine dell'influenza della Chiesa cattolica nell'istruzione.

Hutzen afferma che Hitler propose di ridurre le vocazioni al sacerdozio, proibendo ai seminaristi di ricevere la candidatura prima dei 25 anni, quindi sperando che questi uomini si sarebbero sposati in anticipo, durante il periodo (tra i 18 e i 25 anni) in cui erano obbligati a servire nelle forze armate o nei lavori socialmente utili. Inoltre, assieme a questo processo, i sacramenti della Chiesa avrebbero dovuto essere rivisti e trasformati nelle cosiddette "Lebensfeiern", ossia celebrazioni non cristiane dei diversi periodi della vita.
Vi furono delle considerevoli differenze di opinione tra i funzionari del partito sulla questione del cristianesimo. Joseph Goebbels temette la creazione di un terzo fronte cattolico contrario al regime all'interno del paese. Nel suo diario scrisse sui "traditori internazionali in nero che hanno nuovamente pugnalato il nostro glorioso governo dietro la loro critica"; con la quale informazione Hutzen intende i resistenti indiretti o attivi cattolici che indossavano l'abito talare.

### Le Chiese e lo sforzo bellico

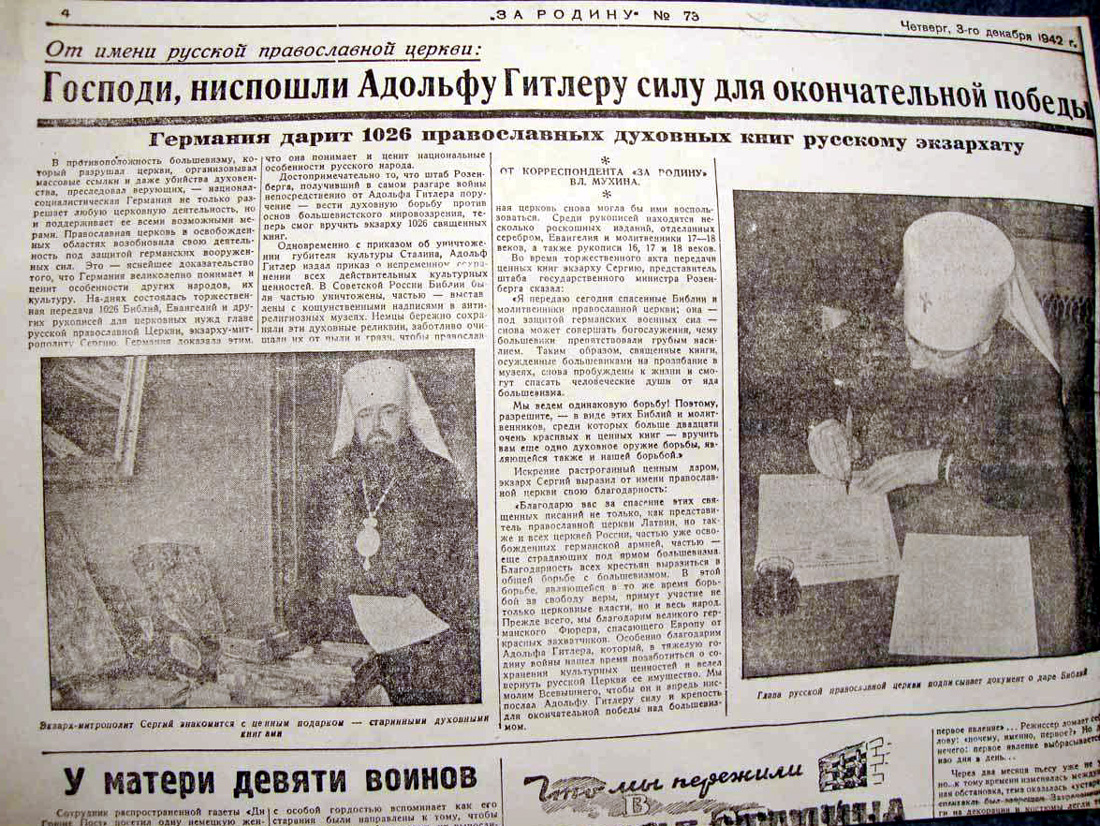
Il quotidiano di Pskov e di Riga Per la Patria con l'articolo intitolato: "A nome della Chiesa ortodossa russa, Signore, manda ad Adolf Hitler la forza per condurlo alla vittoria finale". Nella foto il vescovo ortodosso Sergio Voskresensky (dicembre 1942).

Hitler proclamò una tregua nel conflitto con la Chiesa dopo lo scoppio della guerra, volendo ritirarsi da politiche che avrebbero potuto causare attriti interni; decise pertanto all'inizio della guerra che "non si dovrebbero intraprendere altre azioni contro le Chiese evangeliche e cattoliche per tutta la durata della guerra". Secondo John S. Conway "i nazisti dovevano affrontare il fatto che, nonostante tutti gli sforzi intrapresi da Alfred Rosenberg, solo il 5% della popolazione si registrò al censimento del 1930 come non più collegata alle Chiese cristiane".
Il sostegno dei milioni di cristiani tedeschi era necessario affinché i piani di Hitler potessero venir realizzati; era sua intima convinzione che se la religione era un aiuto ciò "può essere solo un vantaggio". La maggior parte dei 3 milioni di membri del partito continuò a pagare le tasse della Chiesa e pertanto si consideravano cristiani. Indipendentemente da ciò un certo numero di radicali nazisti presenti nella gerarchia del partito erano fermamente determinati del fatto che la lotta contro la Chiesa avrebbe dovuto continuare; a seguito della vittoriosa campagna di Polonia la repressione delle chiese venne ampliata, nonostante le prime proteste di fedeltà nei suoi confronti.
Il Reichsministerium für Volksaufklärung und Propaganda di Goebbels mandò sempre più frequenti minacce applicando contemporaneamente una forte pressione sulle chiese per far dare il loro sostegno alla guerra, intanto la Gestapo arrivò a vietare le riunioni della Chiesa per diverse settimane dopo l'occupazione della Polonia. Durante i primi mesi di guerra le chiese tedesche non si espressero; nessuna denuncia per l'invasione della Blitzkrieg si alzò.
Al contrario il vescovo August Marahrens ringraziò Dio che il conflitto polacco fosse finito e avesse "dato ai nostri eserciti una vittoria veloce". Il "ministero per gli Affari della Chiesa" suggerì che tutte le campane delle chiese nell'intera Germania si fossero dedicate a celebrare la vittoria con una settimana d festa e che i pastori e i sacerdoti "si affollassero per arruolarsi volontari in qualità di cappellano militare. I vescovi cattolici chiesero a più riprese ai loro seguaci di sostenere lo sforzo bellico: "Chiediamo ai fedeli di aderire alla preghiera ardente che la provvidenza di Dio possa condurre questa guerra a un successo benedetto per la patria e la gente".
Analogamente gli evangelici proclamarono: "Noi ci uniamo in quest'ora con la nostra gente in intercessione per il nostro Führer e il Reich, per tutte le forze armate e per tutti coloro che fanno il loro dovere per la patria".
Anche davanti alle prove più evidenti delle atrocità commesse dai nazisti contro i sacerdoti e laici cattolici in Polonia, trasmesse sulla Radio Vaticana, i leader religiosi cattolici tedeschi continuarono ad esprimere il proprio sostegno allo sforzo di guerra nazista esortando i loro seguaci cattolici ad «adempiere il loro dovere nei confronti del Führer».
Le azioni di guerra naziste nel 1940 e 1941 spinse anche la Chiesa a sostenerne lo sforzo; i vescovi dichiararono che la Chiesa "accetta la giusta guerra, in particolare quella progettata per la salvaguardia dello Stato e del popolo" e vuole "una pace benefica per la Germania e l'Europa" e invita i fedeli a "adempiere nelle loro virtù civili e militari". Nonostante ciò i nazisti disapprovarono fortemente i sentimenti espressi contro la guerra dal Papa attraverso la sua prima enciclica Summi Pontificatus e il suo messaggio natalizio del 1939; si arrabbiarono per il suo sostegno dato alla Polonia e dall'uso "provocatorio" della Radio Vaticana fatto dal cardinale polacco August Hlond. La distribuzione dell'enciclica venne vietata in territorio tedesco.
Conway ha scritto che il radicale anticlericale Reinhard Heydrich stimò, in un rapporto consegnato a Hitler nel 1939, che la maggioranza dei fedeli della Chiesa sosteneva lo sforzo di guerra, anche se alcuni «noti agitatori tra i pastori dovevano essere affrontati» e, se necessario, fermati. Heydrich determinò che il sostegno dei dirigenti della Chiesa non poteva essere previsto a causa della natura stessa delle loro dottrine e del loro internazionalismo, per cui mise a punto misure per limitare il funzionamento delle chiese in base alle esigenze di guerra, così come ridusse le risorse disponibili davanti alle richieste ecclesiali. Attuò il razionamento, la proibizione dei pellegrinaggi e delle grandi celebrazioni con la motivazione delle difficoltà di trasporto. Molte chiese furono chiuse perché "troppo lontana dai rifugi antibombe"; le campane vennero silenziate e le presse di stampa chiuse.
Con l'espansione della guerra verso oriente a partire dal 1941 si accentuò anche l'attacco dl regime alle chiese. Monasteri e conventi divennero obiettivi militari e gli espropri subiti delle proprietà ecclesiali aumentarono; la autorità naziste affermarono che le proprietà erano necessarie per motivi di guerra, così come gli ospedali o gli alloggi per rifugiati e bambini abbandonati, ma poi li utilizzarono per i loro scopi. La cosiddetta "ostilità verso lo Stato" era un'altra causa comune per le confische e le azioni di un solo membro di un monastero bastavano a portare al sequestro dell'intero edificio. Soprattutto la Compagnia di Gesù fu particolarmente presa di mira.
Il membro della nunziatura apostolica Cesare Orsenigo e il cardinale Adolf Bertram si lamentarono costantemente presso le autorità, ma furono informati di attendersi ulteriori requisizioni a causa dei bisogni di guerra.

## Nazionalsocialismo e antisemitismo

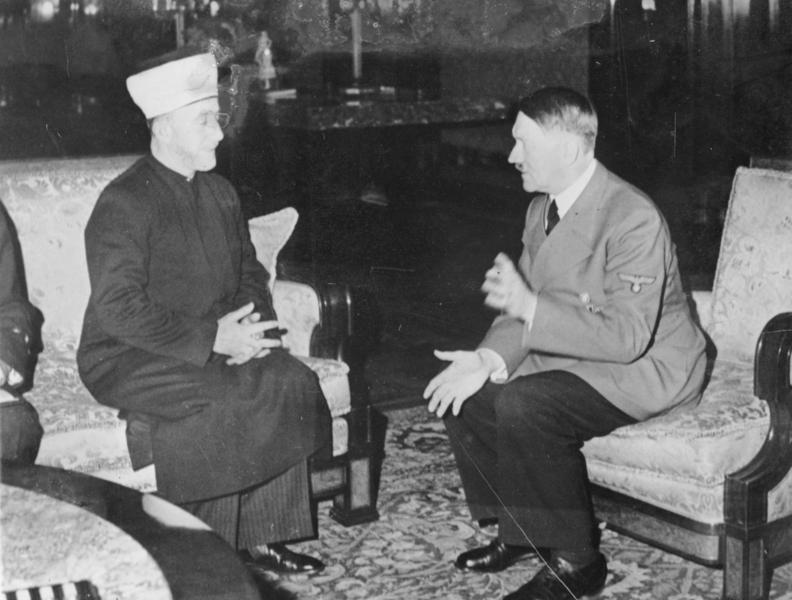
Hitler a colloquio con Amin al-Husseini, Gran Mufti di Gerusalemme nonché nazionalista palestinese radicale.

Invece di concentrarsi sulla differenziazione religiosa Hitler sostenne che era importante promuovere un "antisemitismo della ragione" che riconoscesse la base razziale dell'ebraismo. Interviste con gli ex nazisti condotte da altri storici dimostrano che essi pensavano che i loro punti di vista fossero radicati nella biologia, non nei pregiudizi storici. Ad esempio: "S. è diventato un missionario di questa visione biomedica... Per quanto riguarda gli atteggiamenti e le azioni antisemite, ha insistito che "la questione razziale... e il risentimento della razza ebraica... non avevano nulla a che fare con l'antisemitismo medievale... "Era tutta una questione di biologia scientifica e di comunità".
Nella sua "Storia del cristianesimo" l'accademico australiano Geoffrey Blainey ha scritto: «il cristianesimo non poteva sfuggire a qualche colpa indiretta per il terribile olocausto. Gli ebrei e i cristiani erano stati rivali e talvolta nemici per un lungo periodo della storia. Per la crocifissione di Cristo ...», ma, osserva Blainey, «Allo stesso tempo i cristiani hanno mostrato la devozione e il rispetto: erano consapevoli del loro debito verso gli ebrei, Gesù e tutti i discepoli e tutti gli autori dei suoi vangeli appartenevano alla razza ebraica. I cristiani hanno visto l'Antico Testamento, il sacro libro della sinagoga, altrettanto come un libro sacro per loro...».
Lo storico britannico Laurence Rees ha osservato che l'enfasi sul cristianesimo era assente dalla visione espressa da Hitler nel suo Mein Kampf e che la sua "visione agitata e violenta" e l'odio viscerale contro gli ebrei erano stati influenzati da fonti piuttosto diverse: la nozione di vita come lotta che ha tracciato il darwinismo sociale, la nozione di superiorità della "razza ariana" che ha tratto dal Saggio sull'ineguaglianza delle razze umane di Joseph Arthur de Gobineau e da Alfred Rosenberg da cui ha preso l'idea di un legame tra giudaismo e bolscevismo.
Hitler sostenne una politica spietata di "selezione eugenetica negativa" credendo che la storia del mondo consistesse in una lotta per la sopravvivenza tra le razze in cui gli ebrei avevano l'intenzione di indebolire i tedeschi e i gruppi inferiori come gli slavi e gli individui difettosi presenti nella "piscina genetica tedesca", minacciando così la salita verso il dominio del mondo da parte degli ariani (la razza superiore). Richard J. Evans ha scritto che i suoi punti di vista su questi argomenti sono spesso stati chiamati "darwinisti sociali", ma che tra gli storici vi è ancora poco consenso su ciò che questo termine possa significare realmente.
Secondo Evans Hitler «utilizza la propria versione del linguaggio del darwinismo sociale come elemento centrale nella pratica discorsiva dello sterminio ...» ed il linguaggio del darwinismo sociale, nella sua variante nazista, contribuì a rimuovere tutte le restrizioni etiche dalla direzione delle politiche "terroristiche e sterminanti" del regime, convincendosi che ciò che stavano facendo era giustificato dalla storia, dalla scienza e dalla natura.

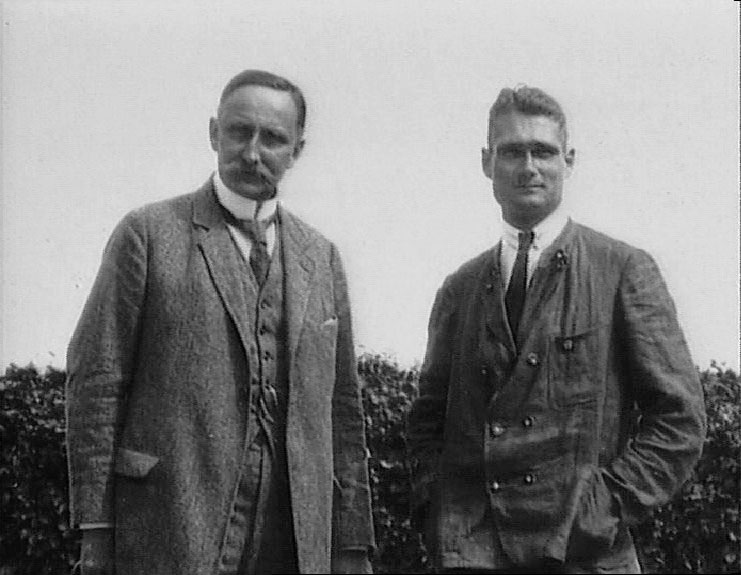
L'esperto di scienze politiche Karl Haushofer assieme a Rudolf Hess (da sempre appassionato di occultismo e astrologia) nel 1920 circa.

## Altre credenze
Nell'appendice al suo The Nazi Persecution of the Churches Conway ha incluso un documento: "Elenco delle sette proibite dalla Gestapo fino al dicembre 1938". Esso menziona i testimoni di Geova al primo posto, ma include anche un cosiddetto "gruppo di studio per la ricerca psichica" e persino la fede Bahá'í".
Gli astrologi, i guaritori e coloro che predicevano il futuro furono banditi sotto il regime nazista, mentre il minoritario Movimento per la fede tedesca, che adorava il Sole e il trascorrere delle stagioni, sostenne attivamente il nazismo.

### Ateismo
Il 13 ottobre del 1933 il vice-Führer Rudolf Hess emise un decreto in cui si affermava: "Nessun nazionalsocialista può subire danni per il fatto che non professa una particolare fede o confessione o per il fatto che non professa alcuna confessione religiosa". Tuttavia il regime si oppose fortemente al "comunismo senza Dio" e a tutte le organizzazioni di liberi pensatori; l'ateismo e gran parte della sinistra politica furono vietati in quello stesso anno.
In un discorso pronunciato durante i negoziati per il concordato con il Vaticano Hitler si oppose alle scuole laiche affermando: "Le scuole secolari non possono mai essere tollerate perché tali scuole non hanno istruzione religiosa e non si costruisce un'istruzione morale generale senza fondamento religioso. Di conseguenza, tutta la formazione del carattere e la religione devono provenire dalla fede".
Uno dei gruppi fatti chiudere dal regime nazista era la Deutscher Freidenker-Verband (Lega tedesca dei liberi pensatori); i cristiani si rivolsero a Hitler personalmente per porre fine alla propaganda antireligiosa e antiecclesiale propugnata da questi liberi pensatori, ma nel partito nazista vi erano alcuni atei particolarmente accesi nelle loro opinioni rifacendosi ad una forte cristianofobia, in particolare Martin Bormann. Heinrich Himmler, che era affascinato dal paganesimo germanico, era un forte promotore del movimento Gottgläubig e non permise l'accesso agli atei nelle SS sostenendo che il loro "rifiuto di riconoscere poteri superiori" sarebbe stata una "potenziale fonte di indisciplina".

### Gruppi esoterici
Nel corso degli anni '30 esisteva un forte esoterismo in Germania e Austria. Le organizzazioni all'interno di questo spettro furono soppresse ma, a differenza della Massoneria, non furono perseguitate. L'unico caso noto in cui un occultista venne mandato in un campo di concentramento a causa delle proprie convinzioni è quello concernente Friedrich Marby.
Inoltre alcuni tra i maggiori leader nazisti avevano uno spiccato interesse nei confronti dell'esoterismo. Hess era interessato all'Antroposofia, mentre Himmler mostrò un forte interesse per tutte le questioni esoteriche.
La Società Thule era un gruppo esoterico che appoggiava il partito nazista. Dietrich Eckart, un associato alla Thule, coinvolse effettivamente Hitler aiutandolo a sviluppare la sua abilità oratoria e, sebbene non sia dimostrato che Hitler stesso appartenesse alla Thule, ricevette comunque il sostegno del gruppo. In seguito Hitler dedicò la seconda parte del Mein Kampf proprio a Eckart.
Le dottrine razziste-occulte dell'Ariosofia contribuirono all'atmosfera generale attorno al movimento völkisch durante la repubblica di Weimar, che contribuì a portare alla nascita del nazismo.

## Aspetti religiosi del nazismo

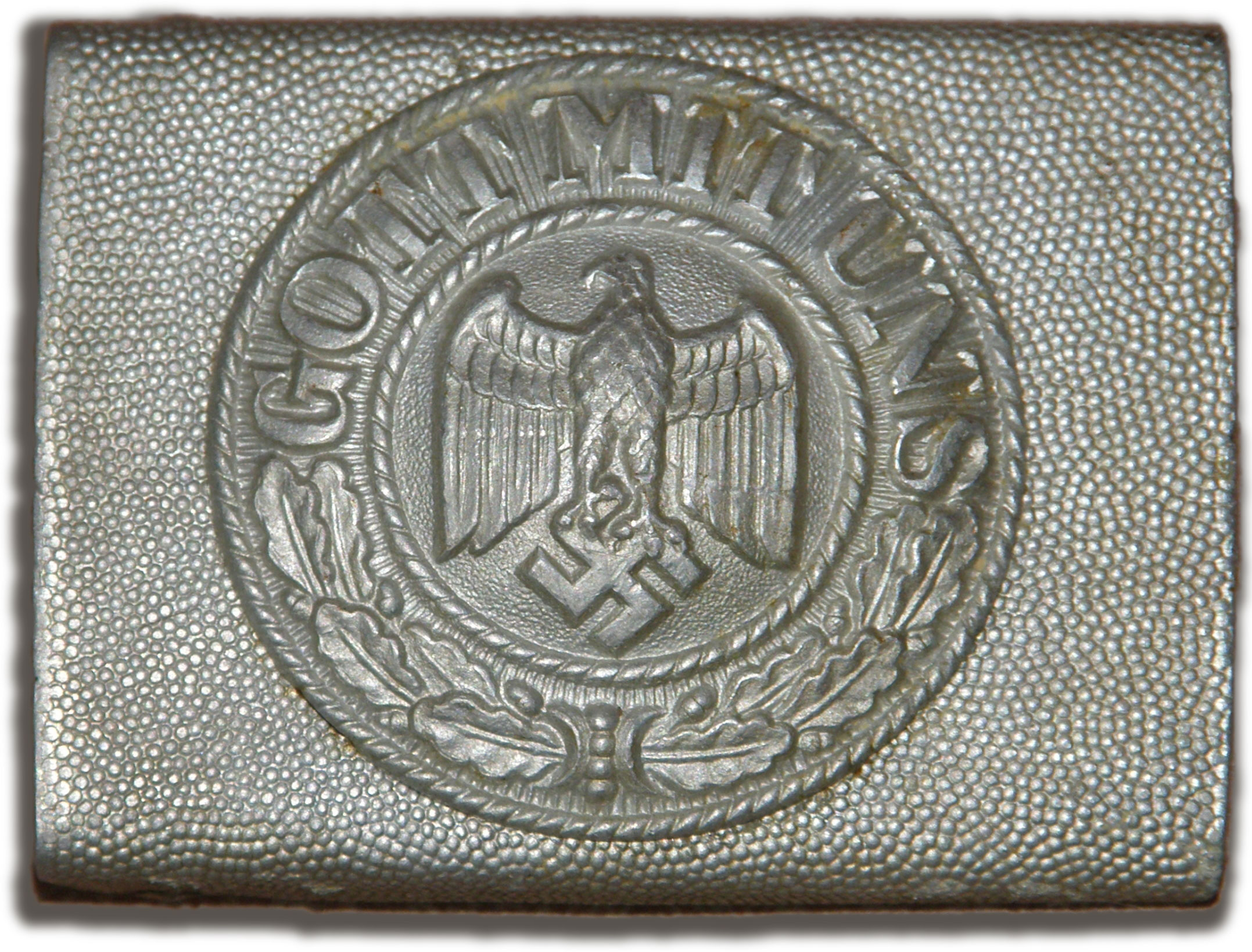
Fibbia dell'Heer (esercito) della Wehrmacht. La didascalia recita: «Gott mit uns» - «Dio con noi"

Diversi elementi del nazismo ebbero quasi una natura religiosa. Il culto della personalità costruito attorno alla figura di Hitler nella sua qualità di Führer, le "riunioni di massa, i rituali delle bandiere, le fiamme sacre, le processioni, uno stile di predicazione popolare e radicale fatto di preghiere e risposte, i memoriali e le marce funebri" sono stati descritti dagli storici di esoterismo come Nicholas Goodrick-Clarke come "elementi essenziali per il culto della razza e della nazione, per la missione della Germania ariana e la sua vittoria sui nemici". Questi diversi aspetti religiosi del nazismo hanno indotto alcuni storici a consideralo, come anche il comunismo, una tipologia di religione politica.
I piani di Hitler, ad esempio, di rifare una nuova magnifica capitale a Berlino (la Welthauptstadt Germania), sono stati descritti come il suo tentativo di costruire una versione della "Nuova Gerusalemme celeste". Dal classico studio di Fritz Stern intitolato The Politics of Cultural Despair (La politica della disperazione culturale), la maggior parte degli storici hanno visto la relazione tra nazismo e religione in questo modo.
Alcuni storici vedono il movimento nazista e Hitler stesso come fondamentalmente ostili al cristianesimo, anche se non essenzialmente irreligiosi. Nel primo capitolo di The Nazi Persecution of the Churches (La persecuzione nazista delle Chiese) John S. Conway elabora l'ipotesi che le chiese cristiane in Germania hanno perduto la loro funzione già durante la repubblica weimariana e che Hitler offriva "quello che sembrava una fede secolare vitale al posto della fede screditata del cristianesimo".
L'architetto principale di Hitler, Albert Speer, ha scritto nelle sue memorie che Hitler stesso aveva una visione negativa verso le nozioni mistiche spinte al loro massimo grado da Himmler e Rosenberg. Speer cita Hitler quando parlò del tentativo di Himmler di mitologizzare le SS:
(- Adolf Hitler citato in Albert Speer, Memorie del Terzo Reich)

### Relazione tra religione e fascismo
Lo studioso statunitense del fascismo Stanley Payne osserva che il fondamento del fascismo è stata la fondazione di una nuova "religione civica" puramente materialistica che "sposta le precedenti strutture di credenza e relegava la religione soprannaturale a un ruolo secondario o a nessun ruolo" e che "C'erano esempi specifici di religiosi o di "fascisti cristiani", il fascismo presupponeva un quadro di riferimento post-cristiano, post-religioso, secolare e immanente".
Una teoria vuole che tra religione e fascismo non vi sarebbe mai potuto stabilire un rapporto duraturo in quanto entrambi sono un "weltanschauung olistico" che rivendica tutta la persona per sé. Al pari con queste linee guida il politologo dell'università Yale Juan José Linz e altri hanno notato che la secolarizzazione aveva creato un vuoto che avrebbe potuto essere riempito soltanto da un'altra ideologia totale, rendendo così possibile il totalitarismo secolare, mentre il britannico Roger Griffin ha caratterizzato il fascismo come un tipo di religione politica antireligiosa.
Tuttavia lo statunitense Robert Paxton ritiene che "i fascisti spesso maledicono... il laicismo materialista" e aggiunge che le circostanze dei fascismi passati non significano che i futuri fascismi non possono "costruire una religione in luogo di una nazione o come espressione di nazionalità. Anche in Europa, i fascismi religiosi non erano sconosciuti: la Falange Española de las Juntas de Ofensiva Nacional Sindicalista, il Partito Rexista belga, il Movimento di Lapua finlandese e la Guardia di Ferro rumena sono tutti buoni esempi". In particolare Richard Rubenstein sostiene che le dimensioni religiose dell'olocausto e del nazifascismo erano decisamente uniche.

### Aspetti messianici del nazismo
Vi è stata una letteratura importante che si è occupata dei potenziali aspetti religiosi del nazismo. L'austriaco Wilfried Daim suggerisce che Hitler e la direzione nazista avrebbero pianificato di sostituire il cristianesimo in Germania con una nuova religione in cui Hitler stesso sarebbe stato considerato come un Messia. Nel suo libro sulla connessione tra Lanz von Liebenfels e Hitler, Daim ha pubblicato una ristampa di un presunto documento di una sessione su "l'abolizione incondizionata di tutti gli impegni religiosi (Religionsbekenntnisse) dopo la vittoria finale (Endsieg)... Con una proclamazione simultanea di Adolf Hitler come il nuovo messia". Questa relazione di sessione ci è giunta da una collezione privata.

### Preghiera cristiana turingiana tedesca per Hitler
Schütze, Herr, mit starker Hand
unser Volk und Vaterland!
Laß' auf unsres Führers Pfade
leuchten Deine Huld und Gnade!
Weck' in unserem Herz aufs neue
deutscher Ahnen Kraft und Treue!
Und so laß' uns stark und rein
Deine deutschen Kinder sein!
Ciò si traduce approssimativamente come:
Proteggi, o Signore, con mano forte,
Il nostro popolo e la nostra patria!
Fa che sul percorso del nostro leader
Risplendano la tua misericordia e la tua grazia!
Risveglia nuovamente nei nostri cuori
La forza e la lealtà degli avi tedeschi!
E fai che noi, forti e puri,
Possiamo essere la tua gioventù tedesca!

## Vittime cristiane di rilievo del nazismo

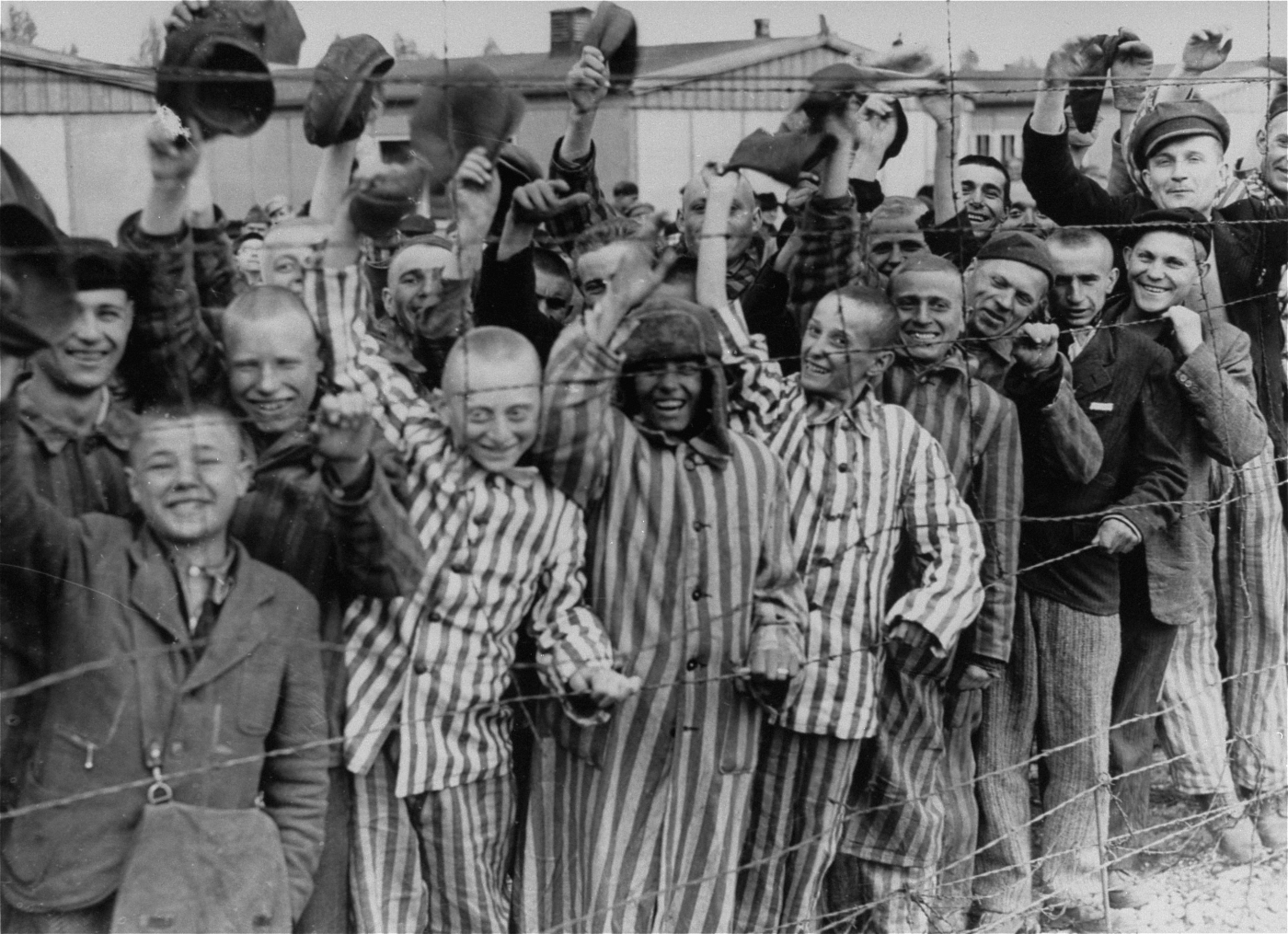
Giovani prigionieri sopravvissuti del campo di concentramento di Dachau il giorno della liberazione (29 aprile 1945). Dei 2600 appartenenti al clero cattolico detenuti a Dachau, 2000 persero la vita.

### Assassinati

#### Cattolici romani
- Fritz Michael Gerlich: storico e giornalista, membro della resistenza tedesca contro Hitler, cremato il 30 giugno del 1934 nel campo di concentramento di Dachau.
- Erich Klausener: politico e militare della resistenza contro Hitler, assassinato dalle SS il 30 giugno del 1934 nel suo ufficio, per ordine diretto di Hermann Göring e Reinhard Heydrich.
- Otto Neururer: prete tirolese arrestato per "aver insultato il matrimonio tedesco"; fu impiccato nudo per i piedi morendo dal caldo dopo 34 ore di agonia per eccesso di sangue nel cervello il 30 maggio 1940. È stato il primo sacerdote ucciso in un campo di concentramento[170].
- Massimiliano Kolbe: sacerdote polacco, morto per iniezione letale nel padiglione del campo di concentramento di Auschwitz, per aver voluto sostituirsi volontariamente ad un altro prigioniero.
- Bernhard Lichtenberg: decano del duomo di Berlino, fermato dopo aver difeso degli ebrei; morto durante il trasporto al campo di concentramento di Dachau.
- Petrus Mangold: sacerdote dell'ordine francescano, che morì nel 1942 a Dachau.
- Adalbert Probst: Presidente dell'"Associazione Sportiva Cattolica", fucilato il 2 luglio 1934.
- Edith Stein: filosofa e suora delle carmelitane scalze di origine ebraica, uccisa nelle camere a gas di Auschwitz il 9 agosto 1942.
- August Froehlich: religioso ucciso nel campo di concentramento di Dachau.
- Tito Brandsma, sacerdote olandese dell'Ordine carmelitano e professore di filosofia, giustiziato con un'iniezione letale il 26 luglio 1942.
- Georg Häfner: sacerdote appartenente all'Ordine della Beata Vergine del Monte Carmelo che ha rifiutato di fare il saluto nazista. Fu giustiziato il 20 agosto 1942, ora Beato.
- Alojs Andritzki: sacerdote diocesano assassinato a Dachau il 3 febbraio 1943 per la sua opposizione al nazismo.
- Maria Restituta Kafka: infermiera e suora francescana, denunciata da un medico vicino alle SS e decapitata nel marzo 1943 a Vienna.
- Franz Jägerstätter: contadino austriaco che ha rifiutato di eseguire il servizio militare obbligatorio nazista per motivi di obiezione di coscienza, chiedeva di essere invece destinato al servizio di ambulanza. Condannato a morte e decapitato nel 1943, è stato dichiarato Beato dalla Chiesa cattolica[171].
- Johannes Prassek: prete tedesco e uno dei martiri di Lubecca decapitati il 10 novembre 1943.
- Jakob Gapp: sacerdote di origine austriaca che ha fortemente criticato il nazionalsocialismo. Fatto pertanto oggetto di persecuzioni andò prima in Francia e poi in Spagna, ma venne identificato e catturato da alcuni emissari, morì decapitato il 13 agosto 1943.
- Józef and Wiktoria Ulma: sposi polacchi freddati il 24 marzo 1944 assieme ai loro 6 figli (e in attesa del settimo) per aver nascosto degli ebrei 8.
- Omelián Kovch: il 25 marzo 1944 il sacerdote cattolico di rito greco-ucraino è stato gassato nel campo di concentramento di Majdanek in Polonia, per aver nascosto degli ebrei[172].
- Salvador Montes de Oca: vescovo venezuelano fucilato in Italia il 17 giugno 1944.
- Placido Cortese: sacerdote francescano italiano che si è dedicato ad assistere i rifugiati, i prigionieri e i rifugiati politici (ebrei, sloveni e altri). Fu arrestato e torturato dalla Gestapo, assumendosi la piena responsabilità di ciò che aveva fatto senza rivelare il nome dei suoi collaboratori. È morto un mese dopo il suo arresto nel novembre 1944.
- Odoardo Focherini: giornalista e padre di famiglia, morto il 27 dicembre 1944 a Hersbruck, un sottocampo allegato al campo di concentramento di Flossenbürg per aver aiutato degli ebrei[173].
- Sára Salkaházi: ungherese appartenente alla "Compagnia delle Sorelle del Servizio Sociale". Lei è stata tradita dopo aver dato rifugio a degli ebrei clandestini. Fucilata il 27 dicembre 1944, è stata dichiarata un Giusto tra le Nazioni, ed è considerata benedetta della Chiesa cattolica[174].
- Alfred Delp: religioso tedesco appartenente alla Compagnia di Gesù, giustiziato il 2 febbraio 1945 per l'appartenenza alla resistenza al nazismo. Dichiarato Giusto tra le Nazioni.
- I 108 Martiri polacchi della seconda guerra mondiale, assassinati dai nazisti, tra cui vescovi, sacerdoti diocesani, sacerdoti religiosi, seminaristi, religiosi e laici.
- Franz Reinisch: giustiziato il 21 agosto 1942 tramite decapitazione. Membro dell'Istituto dei padri di Schönstatt, aveva rifiutato di prestare giuramento di fedeltà a Hitler.
- Marcel Callo: giovane laico francese, è stato arrestato per appartenenza alla Gioventù operaia cristiana, è morto di malattia il 19 marzo 1945 presso il campo di concentramento di Mauthausen in Austria[175].
- Willi Graf, esponente cattolico della resistenza tedesca appartenente alla Rosa bianca.

#### Protestanti evangelici
- Dietrich Bonhoeffer: famoso teologo luterano. Ha partecipato al complotto per assassinare Hitler nella primavera del 1944. Fu mandato prima nella prigione di Tegel, poi al campo di concentramento di Buchenwald e infine al campo di concentramento di Flossenbürg, dove fu impiccato.
- Karl Friedrich Stellbrink: pastore luterano giustiziato per la sua opposizione al regime di Hitler. Uno dei quattro martiri di Lubecca.
- Franz Kaufmann: giurista tedesco luterano di origine ebraica, fu battezzato e convertito al protestantesimo. Ucciso nel campo di concentramento di Sachsenhausen per la falsificazione di documenti (attestanti un'origine di "razz ariana") atti ad aiutare gli ebrei perseguitati e poter così nasconderli a Berlino.
- Paul Schneider: pastore evangelico tedesco antinazista. Egli fu perseguitato per la sua opposizione a Hitler. È stato imprigionato nel campo di concentramento di Buchenwald e ucciso con un'iniezione letale di Strophanthin. È considerato un martire cristiano.
- Friedrich Weißler: consulente legale per l'esecutivo della chiesa preliminare organizzata dalla Chiesa confessante. Ha condannato l'antisemitismo, i campi di concentramento e il terrorismo di stato. Fu arrestato nel 1936 dalla Gestapo e portato al campo di concentramento di Sachsenhausen, dove è stato torturato e ucciso nel 1937.
- Helmuth James Graf von Moltke: un giurista tedesco luterano. Figura eminente dell'antinazismo, ha condannato il Terzo Reich ed è stato uno dei fondatori del gruppo di opposizione Circolo di Kreisau. Dopo che vennero inventate delle accuse contro di lui, fu giustiziato per "alto tradimento".
- Peter Yorck von Wartenburg: proprietario terriero protestante e avvocato. È stato uno dei leader del Circolo di Kreisau (Kreisauer Kreis) e impiccato per il suo coinvolgimento nell'attentato a Hitler del 20 luglio 1944.
- Adam von Trott zu Solz: avvocato e diplomatico tedesco. È stato uno dei leader del Kreisau Circle e fu impiccato per il suo coinvolgimento nel complotto del 20 luglio.
- Ulrich Wilhelm von Schwerin von Schwanenfeld: proprietario terriero e funzionario della resistenza antinazista. Testimone del Putsch di Monaco ha visto il nazismo come una cosa disgustosa per le sue più profonde convinzioni cristiane e socialiste. Era un Cavaliere di Giustizia dell'Ordine di San Giovanni del baliaggio di Brandeburgo. Egli è stato impiccato per aver partecipato al complotto del 20 luglio.
- Sophie Scholl e Hans Scholl: studenti universitari e attivisti del movimento resistenziale della rosa bianca. Erano cristiani pacifisti luterani, promossero resistenza non violenta contro Hitler. Sono stati arrestati mentre stavano distribuendo volantini antinazisti presso l'Università di Monaco nel 1943. Sono stati condannati per tradimento e ghigliottinati nel 1943.
- Hans Koch: un membro tedesco della Chiesa confessante, un avvocato avversario del nazismo. Nascose uno dei cospiratori che avevano partecipato al complotto del 20 luglio, ma è stato denunciato da un informatore. Nel 1945 è stato portato a Berlino dove è stato ucciso in via extragiudiziale da un Sonderkommando per ordine del Reichssicherheitshauptamt.

### Perseguitati

#### Cattolici romani
- Engelmar Unzeitig: sacerdote [appartenente ai missionari di Mariannhill. Morì il 2 marzo 1945 nel campo di concentramento di Dachau di tifo esantematico, contratto per aver fatto opera di volontariato tra gli altri prigionieri; era conosciuto anche come "l'angelo di Dachau"[176].
- Josef Mayr-Nusser: genitore e leader dei giovani dell'Azione Cattolica tedesca, che è stato costretto ad arruolarsi nelle SS e si rifiutò di prestare giuramento a Hitler in nome di Dio. Così è stato processato, condannato e destinato a Dachau, ma morì il 24 febbraio 1945, sul treno diretto verso il campo a causa della dissenteria.
- Karl Leisner: diacono tedesco arrestato per aver costituito una presunta minaccia per il Führer (a causa di un commento fatto in connessione con l'attentato contro Hitler). Nel 1940 viene inviato a Dachau dove è stato ordinato sacerdote nel 1944. Uscitone nel 1945 è morto quello stesso anno, il 12 agosto, a causa della tubercolosi.
- Josef Beran: in seguito vescovo dell'Arcidiocesi di Praga, internato nel campo di concentramento di Dachau.
- Josef Kentenich: fondatore dell'Istituto dei padri di Schönstatt, internato nel campo di concentramento di Dachau.
- Gabriel Piguet: vescovo dell'arcidiocesi di Clermont, internato a Dachau, dove ha clandestinamente ordinato sacerdote Karl Leisner.
- Clemens August von Galen: vescovo della diocesi di Münster, che era la più forte voce critica nei confronti dell'eutanasia nazista (Aktion T4) e in generale delle idee del nazionalsocialismo.
- Max Lackmann: teologo che ha scritto contro l'ideologia nazista. È stato ordinato ministro nel 1940 e si unì alla Chiesa confessante. Per la sua predicazione contro il nazismo fu mandato al campo di concentramento di Dachau, in una determinata area appositamente per i membri del clero, dove ha incontrato gli altri prigionieri cattolici ed evangelici. Con Paul Hacker e Gustav Huhn dette il via al movimento dell'ecumenismo "Bund für evangelisch - Katholische Wiedervereinigung" (Lega per l'incontro dei cattolici e gli evangelici tedeschi).
- Irena Sendler: infermiera cattolica che ha salvato migliaia di bambini dal ghetto di Varsavia nell'ottobre del 1943; è stata scoperta dalla Gestapo e brutalmente interrogata, però non riuscirono a farla confessare dove fossero nascosti i bambini. Eletta "Giusto tra le Nazioni" nel 1965. Morì a 98 anni.
- Rupert Mayer: "l'apostolo di Monaco", gesuita, protagonista della resistenza contro il nazismo. Con la sua accesa predicazione contro il nazionalsocialismo è stato arrestato in diverse occasioni e anche destinato al campo di concentramento di Sachsenhausen[177].È morto subito dopo la guerra nel 1945. Fu beatificato nel 1987.
- Maria Benedetto: frate dell'Ordine dei frati minori cappuccini che ha aiutato migliaia di ebrei a fuggire dalla Francia. Era un membro della resistenza in Italia, e dovette essere persuaso a nascondersi dalla Gestapo[178]. Il 1º dicembre 1966 Yad Vashem lo ha riconosciuto come "Giusto tra le Nazioni".
- Stanisława Leszczyńska: ostetrica polacca scoperta e catturata insieme alla sua famiglia dalla Gestapo per aver aiutare gli ebrei con il cibo e la documentazione falsa. Conosciuta come la "levatrice di Auschwitz", ha assistito nel campo di sterminio le prigionieri e portato alla nascita di circa 3.000 bambini.
- Jean Bernard: un sacerdote e giornalista che fu internato nel campo di concentramento di Dachau perché lavorava con la Resistenza. Morì nel 1994.
- Gereon Goldmann: sacerdote francescano. Quand'era ancora seminarista fu arruolato nell'esercito tedesco e ha collaborato alla congiura contro Hitler. Morì nel 2003.
- Hermann Scheipers: sacerdote tedesco condannato dalle autorità della Germania nazista ai lavori forzati nei campi di concentramento. Gli venne offerta la libertà in cambio di ritrattare le proprie credenze, ma non ha accettato e ha continuato servire come sacerdote per il resto del prigionieri. Liberato nel 1945, è morto nel 2016 a 102 anni[179].

#### Protestanti evangelici
- Hans Ehrenberg: teologo tedesco. Co-fondatore della Chiesa confessante. Essendo lettore di Dietrich Bonhoeffer è stato legato alla "Kampfbund christlicher Arbeiter" (lavoratori cristiani in difficoltà). Ha condannato l'antisemitismo, il comunismo, il nazismo e ha sottolineato l'origine ebraica del cristianesimo. Nel 1938 gli è stato vietato di tenere discorsi e sermoni prima di essere portato al campo di concentramento di Sachsenhausen. Nel 1939 fu in grado di emigrare in Inghilterra, tramite l'intervento del vescovo anglicano George Bell.
- Martin Niemöller: all'inizio pastore luterano che ha sostenuto il movimento nazista ma che in seguito si schierò contro di esso, quando i nazisti cercarono di imporre la Gleichschaltung alle chiese protestanti e così escludere i credenti di origine ebraica.
- Marga Meusel: diaconessa luterana a Berlino. Ha parlato in difesa degli ebrei.
- Elisabeth Schmitz: sostenne una condanna radicale del nazismo.
- Gertrud Staewen: sostenne una condanna radicale del nazismo.
- Theophil Wurm: presidente della Chiesa evangelica del Württemberg e membro della Chiesa confessante. Protestò pubblicamente contro il progetto "Aktion T4" e i nazisti gli hanno imposto il divieto di parlare in pubblico o di scrittura.
- Eugen Kogon: giornalista, sociologo, storico e sopravvissuto all'Olocausto. Avversario socialista cristiano del partito nazista. È stato arrestato in più di un'occasione e ha trascorso sei anni nel campo di concentramento di Buchenwald.
- Eugen Gerstenmaier: teologo tedesco che nel 1938 si è unito alla resistenza antinazista del "Kreisau Circle". Per aver sostenuto l'attentato a Hitler del 20 luglio 1944 è stato arrestato nel 1945 e condannato dal Tribunale del Popolo ("Volksgerichtshof") a 7 anni di lavori forzati ("Zuchthaus"). Ha trascorso alcuni mesi in carcere fino a quando fu liberato dalle truppe americane alla fine della guerra.
- Hermann Ehlers: politico tedesco nonché un membro attivo dell'organizzazione di aiuto evangelica ("Evangelisches Hilfswerk"). Smise di simpatizzare per il movimento nazista quando ha trovato in questo un'opposizione alla sua fede cristiana. È stato arrestato dalla Gestapo nel 1937 con l'accusa di "disobbedienza allo Stato".
- Harald Poelchau: pastore tedesco, membro socialista cristiano del "Kreisau Circle" che insieme con Agnes Laukant ha aiutato a nascondere i perseguitati durante il regime nazista.
- Ewald von Kleist-Schmenzin: politico e uno degli avvocati avversari di primo piano dell'ideologia hitleriana anche prima della sua ascesa al potere. Era Protestante, ha sostenuto la Chiesa confessante ed era Cavaliere dell'"Ordine di San Giovanni di Baliato di Brandeburgo".
- Ewald-Heinrich von Kleist-Schmenzin: militare e scrittore prussiano, ultimo superstite dell'attentato contro Hitler del 20 luglio 1944. Per la sua dura critica al nazismo è stato portato nel campo di concentramento di Ravensbrück. Come suo padre, era un protestante, ed era un membro dell'Ordine di San Giovanni.
- Hans Ansmussen: teologo protestante tedesco e pastore. Nel 1933 è stato co-autore di una protesta scritta respingendo qualsiasi patto con il nazionalsocialismo. I nazisti lo hanno rimosso dal suo incarico per la sua attività nella Chiesa confessante e fu imprigionato più volte prima del 1945. Dal 1945 al 1948 ha presieduto il Ministero degli Esteri della Chiesa evangelica in Germania.
- Wilhelm Busch: giovane pastore evangelico tedesco, scrittore e attivista della Chiesa confessante. Ha resistito al totalitarismo nazista e si rifiutò di nazificare le chiese, fatto questo che gli è valso numerosi arresti e lunghi confini in carcere. Teneva prediche tenute all'aperto e durante una di queste, nel 1937, fu arrestato e portato in custodia delle SS.
- Helene Jacobs: membro della Chiesa confessante e della Resistenza tedesca. Insieme a Franz Kaufmann faceva parte di un gruppo che nascondeva gli ebrei che furono perseguitati dai nazisti e li ha aiutati a fuggire dalla Germania. Helene nascose alcuni ebrei a casa ed è stata denunciata nel 1943. È stata condannato a due anni e mezzo di reclusione in un penitenziario. Dopo la guerra era in origine un membro del "Deutscher Koordinierungsrat der Gesellschaft für Jüdisch-Christliche Zusammenarbeit" (Consiglio di coordinamento per le organizzazioni di cooperazione ebraico-cristiane) e ha ricevuto la distinzione di "Giusto tra le Nazioni".
- Casper ten Boom: orologiaio olandese cristiano, le sue figlie sono Corrie ten Boom (scrittrice e attivista) e Betsie ten Boom. I tre erano membri della "Christian Reformed Church" (Chiesa riformata olandese) e, credendo nell'uguaglianza di tutte le persone di fronte a Dio, hanno dato rifugio a molti ebrei perseguitati dal regime nazista durante l'Olocausto. La famiglia Boom, che ha sostenuto la resistenza olandese, ha costruito un'abitazione speciale per i perseguitati, ma sono stati traditi nel 1944, prima di essere arrestati e imprigionati dai nazisti nella città di Scheveningen. Casper è morto dieci giorni dopo l'arresto, mentre le figlie sono state inviate al Campo di concentramento di Herzogenbusch nei Paesi Bassi. Successivamente sono stati trasferiti al campo di concentramento di Ravensbrück (Germania), dove Corrie ha visto la morte di sua sorella. Infine Corrie è stata rilasciata il 28 dicembre 1944 quando il regime nazista era in piena crisi. Nei suoi libri si racconta la propria esperienza di guerra e la loro adesione alla fede cristiana. Uno di essi, "The Hiding Place" (1971) è stato portato sul grande schermo. Ai tre membri della famiglia sarebbe stato dato il riconoscimento di "Giusto tra le Nazioni".

## Rappresentazioni nei media

### Film
Il rapporto storico tra ebrei e cristiani durante la Germania nazista ha portato alla produzione di numerosi film e produzioni cinematografiche:
- Conspiracy of Hearts (1960). Narra della "guerra segreta di suor Caterina" la quale trama e cospira all'interno di una comunità di suore italiane le quali, guidate dalla superiora suor Catherine, s'impegnano a salvare i bambini ebrei dal campo di concentramento vicino, rischiando la propria vita.
- The Hiding Place (Il nascondiglio, 1975): Sulla base di una storia vera della scrittrice olandese Corrie ten Boom, parla di una famiglia di cristiani che, con il padre e la sorella, nascondono gli ebrei nella sua casa e, infine, vengono scoperti e deportati nei campi. Corrie diventa l'unica sopravvissuta.
- Scarlatto e nero (1983): questo film racconta la storia di monsignor Hugh O'Flaherty che, con il consenso del Papa Pio XII salvò migliaia di ebrei e prigionieri di guerra, nascondendoli nella Roma occupata dai nazisti.
- Assisi Underground (1985): il film racconta come il padre francescano italiano Rufino Niccacci, assieme al vescovo Giuseppe Placido Nicolini, porta in salvo e nasconde quasi 300 ebrei italiani nella città di Assisi, che era stata occupata nel 1943.
- Miracle at Moreaux (1985): pellicola basato sul romanzo Twenty and Ten, narra di alcuni bambini ebrei che sono protetti da una suora e nascosti mentre i nazisti pattugliano la zona, in piena stagione estiva.
- Arrivederci ragazzi (1987): si è basato sulle esperienze infantili del regista Louis Malle, che era uno studente in un collegio cattolico durante l'occupazione nazista della Francia.
- Maximilian Kolbe (film) (1991): film polacco sul sacerdote polacco francescano conventuale Massimiliano Kolbe.
- La settima stanza (1995): film biografico sulla mistica carmelitana Edith Stein, assassinata dai nazisti nel campo di concentramento di Auschwitz.
- Hidden in Silence (1996): film TV che mostra l'atto eroico di una giovane polacca devota di nome Stefania Podgórska la quale, in quanto cattolica, nasconde nella sua casa 13 ebrei in attesa della fine della guerra.
- La Rosa Bianca - Sophie Scholl (2005): narra del motivo per cui la giovane luterana Sophie Scholl è stata giustiziata dai nazisti nel 1943.
- Der neunte Tag (2004): il lungometraggio tedesco ispirato alla vita di Padre Jean Bernard.
- Il coraggio di Irena Sendler (2009): film per la TV che racconta di come l'infermiera cattolica e assistente sociale Irena Sendler ha salvato migliaia di bambini dal ghetto di Varsavia.
- Franz Jägerstätter: A Man of Conscience (2009): questo documentario racconta la morte di Franz Jägerstätter che, per obiezione di coscienza, ha rifiutato di rispettare la leva obbligatoria nazista.
- Sotto il cielo di Roma (2010): miniserie TV che narra dell'atteggiamento di Pio XII durante l'occupazione nazista di Roma, della neutralità del Vaticano ma, allo stesso tempo, anche delle azioni all'interno della Chiesa romana nell'intento di salvare le persone perseguitate dai nazisti. In aggiunta i problemi, come il desiderio di Hitler di far rapire il papa e la convinzione che egli era preda di possessione.
- Le Métis de Dieu (2013): questo film descrive la vita del cardinale ebraico Jean-Marie Lustiger, la cui madre è morta nel campo di Auschwitz e che è stato il grande mediatore che ha permesso l'installazione di un convento carmelitano nel campo.

## Cinematografia dell'Olocausto
- La croce e la svastica (2022), regia di Giorgio Treves. Autori: Luca Scivoletto e Giorgio Treves, durata 104 min. - Italia, Francia[180].